# قائمة الطيور في الكويت
قائمة الطيور في الكويت، بالإنجليزية List of birds of Kuwait- هي قائمة بأنواع الطيور المسجلة في الكويت.وتشمل مجموعة الطيور في الكويت 416 نوعًا، منها 8 أنواع تم إدخالها بواسطة البشر. وقد تم انقراض (محليًا) أحد أنواع الطيور المدرجة في القائمة في الكويت.
المعالجة التصنيفية لهذه القائمة، تكمن في (التسمية، وتسلسل الرتب، والعائلات ،والأنواع)، وفيما يتعلق بالتسمية (الأسماء الشائعة والعلمية)، فهي تتبع اتفاقيات قائمة كليمنتس لطيور العالم، طبعة 2022م. تعكس الحسابات العائلية في بداية كل عنوان هذا التصنيف، كما هو الحال مع أعداد الأنواع الموجودة في كل حساب عائلي. يتم تضمين الأنواع المستوردة، والعرضية في العدد الإجمالي للكويت.
وقد تم استخدام العلامات التالية، من أجل تسليط الضوء على العديد من الفئات. مع ملاحظة أن الأنواع المحلية الشائعة، لا تندرج ضمن أي من هذه الفئات.
- (A) عرضي - نوع نادر الوجود أو يحدث بالصدفة في الكويت
- (I) مُدخَل - نوع تم إدخاله إلى الكويت نتيجة مباشرة أو غير مباشرة لأفعال بشرية
- (EX) منقرض محليًا - نوع لم يعد موجودًا في الكويت، على الرغم من وجود مجموعات منه في أماكن أخرى
- (X) منقرض - نوع أو نوع فرعي لم يعد موجودًا

## النعام
الرتبة: نعاميات Struthioniformes
العائلة: نعامية
النعامة، طائر لا يطير، ويعيش في أفريقيا. وهو يُعد أكبر أنواع الطيور الحية. ويتميز بمظهره المميز، حيث يمتلك رقبة وأرجل طويلة، وقدرة على الجري بسرعات عالية.
| الاسم الشائع    | الاسم العامي | اسم ثلاثي                     | الوضع في البلاد | الوضع العالمي | ملحوظات                           | صورة |
| --------------- | ------------ | ----------------------------- | --------------- | ------------- | --------------------------------- | ---- |
| النعامة العربية | النعامة      | Struthio camelus ssp syriacus | X               | منقرض         | كان منتشرًا في شبه الجزيرة العربية |      |

## البط والأوز والطيور المائية
الرتبة: إوزيات Anseriformes
العائلة: بط Anatidae
تشمل فصيلة البط، البط، وأغلب الطيور المائية التي تشبه البط، مثل: الإوزة والبجع. وتتكيف هذه الطيور مع البيئة المائية، حيث تمتلك أقدام مكفوفة ومناقير مسطحة وريش ممتاز في التخلص من الماء بسبب الطبقة الزيتية.
| الاسم الشائع          | الاسم الثنائي               | الوضع في البلاد | الوضع العالمي  | الاتجاه | ملاحظات                                     | الصورة |
| --------------------- | --------------------------- | --------------- | -------------- | ------- | ------------------------------------------- | ------ |
| إوزة ربداء            | Anser anser                 | N               | أقل قلقًا       | ▲       | زائر شتوي                                   |        |
| وزة غراء              | Anser albifrons             | A               | أقل قلقًا       | ?       | طواف                                        |        |
| تم أخرس               | Cygnus olor                 | A               | أقل قلقًا       | ▲       | طواف- تم تسجيله مرة واحدة منذ عام 1997م     |        |
| شهرمان أمغر           | Tadorna ferruginea          | A               | أقل قلقًا       | ?       | طواف                                        |        |
| شهرمان مألوف          | Tadorna tadorna             | N               | أقل قلقًا       | ▲       | زائر شتوي نادر                              |        |
| شرشير صيفي            | Spatula querquedula         | N               | أقل قلقًا       | ▼       | مهاجر عابر، وزائر شتوي                      |        |
| أبو مجرفة شمالي       | Spatula clypeata            | N               | أقل قلقًا       | ▼       | زائر شتوي                                   |        |
| بط سماري              | Mareca strepera             | N               | أقل قلقًا       | ▲       | زائر شتوي نادر                              |        |
| صواي أوراسيا          | Mareca penelope             | N               | أقل قلقًا       | ▼       | زائر شتوي                                   |        |
| بركة (بط خضاري)       | Anas platyrhynchos          | N               | أقل قلقًا       | ▲       | زائر شتوي شائع                              |        |
| بلبول شمالي           | Anas acuta                  | N               | أقل قلقًا       | ▼       | زائر شتوي                                   |        |
| حذف شتوي              | Anas crecca                 | N               | أقل قلقًا       | ?       | زائر شتوي                                   |        |
| شرشير مخطط            | Marmaronetta angustirostris | A               | معرض           | ▼       | طواف                                        |        |
| ونس (بط رئاسي )       | Netta rufina                | A               | أقل قلقًا       | ?       | طواف                                        |        |
| حمرواي                | Aythya ferina               | R               | معرض           | ▼       | مهاجر نادر                                  |        |
| بطة محمرة (حديدية)    | Aythya nyroca               | N               | مهدد بالإنقراض | ▼       | كان في السابق طوافًا، والآن أصبح مربيًا نادرًا |        |
| زرقاي                 | Aythya fuligula             | N               | أقل قلقًا       |         | زائر شتوي نادر                              |        |
| بطة طويلة الذيل       | Clangula hyemalis           | R               | معرض           | ▼       | طواف                                        |        |
| بطة غواصة حمراء الصدر | Mergus serrator             | A               | أقل قلقًا       |         | طواف- تم تسجيله مرة واحدة منذ 1997م         |        |

## طيور الدراج، ودجاج الأدغال، ومجموعاتها
الرتبة: الدجاجيات
العائلة: تدرجية Phasianidae
التدرجيات، هي عائلة من الطيور الأرضية، التي تتكون من: السمان، والحجل، وديك الثلج ( قوقل)، والدراج، والدراج الحجلي، والتدرج أقران، والحنقط، والتدرج، والطاووس، ودجاج الأدغال. وهي بشكل عام ممتلئة الجسم (على الرغم من اختلاف حجمها)، ولها أجنحة عريضة وقصيرة نسبيًا.
| الاسم الشائع  | الاسم الثنائي           | الوضع في البلاد | الوضع العالمي | اتجاه | ملحوظات    | صورة |
| ------------- | ----------------------- | --------------- | ------------- | ----- | ---------- | ---- |
| الحجل سي سي   | أموبيردكس غريسيوجولاريس | I               | أقل قلقًا      |       | قدَّم        |      |
| السمان الشائع | كوتورنكس كوتورنكس       | N               | أقل قلقًا      | ▼     | مهاجر عابر |      |
| حجل شقر       | ألكتوريس شوكار          | I               | أقل قلقًا      |       | قدَّم        |      |
| دراج أسود     | فرانكولينوس فرانكولينوس | A               | أقل قلقًا      |       | طواف       |      |

## طيور النحام
الرتبة: النحاميات
العائلة: نحام Phoenicopteridae
طيور النحام، هي طيور خواضة اجتماعية، يبلغ طولها في العادة من 3 إلى 5 قدم (0.9 إلى 1.5 م)، وهي طويلة القامة، وتوجد في كل من نصفي الكرة الأرضية الغربي والشرقي. تتغذى طيور النحام على المحار والطحالب. ومناقيرها ذات الشكل الغريب تتكيف بشكل خاص، من أجل فصل الطين والطمي عن الطعام الذي يستهلكونه.
| الاسم الشائع | الاسم الثنائي       | الوضع في البلاد | الوضع العالمي | اتجاه | ملحوظات                                                             | صورة |
| ------------ | ------------------- | --------------- | ------------- | ----- | ------------------------------------------------------------------- | ---- |
| نحام أكبر    | فينيكوبتيروس روزيوس | N               | أقل قلقًا      | ▲     | الأنواع الشائعة التي تقضي الشتاء؛ نادرة التكاثر                     |      |
| نحام أصغر    | فينيقونياس الصغرى   | A               | مهددة         | ▼     | طواف- تم تسجيله في بعض الأحيان غالبًا إلى جانب تجنيساته الأكثر شيوعًا |      |

## غطاس
الرتبة: غطاسيات Podicipediformes
العائلة: غطاسيات Podicipedidae
طيور الغطاس، هي طيور صغيرة إلى متوسطة الحجم، تعيش في المياه العذبة. وتمتلك أصابع مفصصة، وهي تجيد السباحة والغوص بشكل ممتاز. ومع ذلك، فإن أقدامها موضوعة في الجزء الخلفي من الجسم، مما يجعلهم غير متناسقين على الأرض.
| الاسم الشائع     | الاسم الثنائي         | الوضع في البلاد | الوضع العالمي | اتجاه | ملحوظات                     | صورة |
| ---------------- | --------------------- | --------------- | ------------- | ----- | --------------------------- | ---- |
| غطاس صغير        | تاكيبابتوس روفيكولييس | N               | أقل قلقًا      | ▼     | مقيم                        |      |
| غطاس أقرن        | بوديسبس أوريتيوس      | A               | معرض          | ▼     | طواف- تم تسجيله عدد (2) مرة |      |
| غطاس أحمر الرقبة | بوديسبس غريسيجينا     | A               | أقل قلقًا      | ▼     | طواف                        |      |
| غطاس متوج        | بوديسبس كريستاتوس     | R               | أقل قلقًا      | ؟     | مهاجر نادر                  |      |
| غطاس أسود الرقبة | بوديسيبس نيكراكولس    | N               | أقل قلقًا      | ؟     | زائر شتوي                   |      |

## الحمام واليمام
الرتبة: الحماميات
العائلة: الحماميات
الحمام واليمام، هي طيور قوية الجسم، ذات رقبة قصيرة ومناقير قصيرة نحيلة مع شمع لحمي.
| الاسم الشائع                   | الاسم الثنائي           | الوضع في البلاد | الوضع العالمي | الاتجاه | ملاحظات                                                                                 | الصورة |
| ------------------------------ | ----------------------- | --------------- | ------------- | ------- | --------------------------------------------------------------------------------------- | ------ |
| حمام طوراني (وأنواعه المحلية)  | كولومبا ليفيا           | N               | أقل قلقًا      | ▼       | الأنواع المحلية شائعة في كل مكان، ويمكن العثور على الحمام بالقرب من الساحل              |        |
| الدلم (الحمام البري)           | كولومبا أويناس          | A               | Least concern | ▲       | طواف                                                                                    |        |
| ورشان (مألوف)                  | كولومبا بالومبوس        | N               | أقل قلقًا      | ▲       | الأنواع التي تقضي الشتاء                                                                |        |
| قمري (الحمامة السلحفائية)      | ستربتوبيليا تورتور      | R               | مُعَرَّض          | ▼       | مربي نادر                                                                               |        |
| قمري شرقي                      | ستربتوبيليا أورينتاليس  | R               | أقل قلقًا      |         | نادر الانتشار، وعرضة جدًا للتشرد وغالبًا ما يتم العثور عليها خارج نطاق هجرتها المحدد      |        |
| يمام مطوق أوراسي               | ستربتوبيليا ديكوكتو     | N               | Least concern | ▲       | شائع                                                                                    |        |
| يمام مطوق أفريقي               | ستربتوبيليا روزوجريسيا  | I               | Least concern | ?       | تم تقديمه؛ بوصفه مشابه لطيور الأوراسي؛ ومع ذلك، فإن الذيل له نمط مختلف في الجانب السفلي |        |
| فاختة النخيل (اليمامة الضاحكة) | ستربتوبيليا سينغالينسيس | N               | Least concern |         | شائع                                                                                    |        |
| حمحمة (يمام طويل الذنب)        | أوينا كابنسيس           | N               | أقل قلقًا      | ▲       | مقيم، ومشتت نادر                                                                        |        |

## طيور الرمل
الرتبة: قطويات
العائلة: قطويات
طيور الرمل، هي طيور لها رؤوس ورقاب صغيرة تشبه الحمام، ولكنها ذات أجسام قوية ومتماسكة. ولها أجنحة مدببة طويلة، وذيول في بعض الأحيان، وسرعة طيران مباشرة. تتوافد أسراب الطيور إلى أماكن الري عند الفجر والغسق. أرجلها مغطاة بالريش حتى أصابع القدمين.
| الاسم الشائع      | الاسم الثنائي        | الوضع في البلاد | الوضع العالمي | اتجاه | ملحوظات                                      | صورة |
| ----------------- | -------------------- | --------------- | ------------- | ----- | -------------------------------------------- | ---- |
| قطا عراقي         | بتيروكليس ألتشاتا    | N               | أقل قلقًا      |       | الأنواع النادرة التي تقضي الشتاء بشكل متزايد |      |
| قطا كستنائي البطن | بتيروكليس اكسوستوس   | A               | Least concern |       | الطواف المتشرد                               |      |
| قطا مرقط          | بتيروكليس سينيغاليس  | N               | Least concern |       | مهاجر نادر المرور                            |      |
| قطا أسود البطن    | بتيروكليس أورينتاليس | N               | أقل قلقًا      | ▼     | الأنواع النادرة التي تقضي الشتاء             |      |

## الحبارى
الرتبة: حبارياتOtidiformes
العائلة: حبارياتOtididae
الحبارى، هي طيور برية كبيرة، مرتبطة بشكل أساسي بالمناطق المفتوحة الجافة والسهوب في العالم القديم. وهي من آكلة اللحوم والنباتات، وتعشش على الأرض. وهي تمشي بثبات على أرجل قوية وأصابع كبيرة، وتنقر الطعام أثناء سيرها. وهي تمتلك أجنحة طويلة عريضة ذات أطراف أصابع وأنماط مذهلة أثناء الطيران. لدى العديد منها عروضًا للتزاوج، مثيرة للاهتمام.
| الاسم الشائع | الاسم الثنائي       | الوضع في البلاد | الوضع العالمي | اتجاه | ملحوظات                                                    | صورة |
| ------------ | ------------------- | --------------- | ------------- | ----- | ---------------------------------------------------------- | ---- |
| حباري آسيوي  | كلاميدوتيس ماكويناي | R               | مُعَرَّض          | ▼     | كان في السابق مربيًا مقيمًا، والآن زائرًا غير منتظم في الشتاء |      |

## الوقواق
الرتبة: وقواقيات
العائلة: وقواقية Cuculidae
تشمل عائلة الطيور الوقواقة، والطيور الجوابة، والآني . وتتميز هذه الطيور بأحجام متفاوتة وأجسام نحيلة وذيول طويلة وأرجل قوية. طيور الوقواق في العالم القديم هي متطفلات الأعشاش.
| الاسم الشائع          | الاسم الثنائي         | الوضع في البلاد | الوضع العالمي | اتجاه | ملحوظات                   | صورة |
| --------------------- | --------------------- | --------------- | ------------- | ----- | ------------------------- | ---- |
| الوقواق المرقط الكبير | كلاماتور غدنياريوس    | R               | أقل قلقًا      |       | مشتت نادر                 |      |
| قوال آسيوي            | يوديناميس سكولوباسيوس | A               | Least concern |       | طواف، تم تسجيله مرة واحدة |      |
| الوقواق الشائع        | كوكولوس كانوروس       | N               | Least concern | ▼     | مهاجر عابر                |      |

## طيور السبد، ومجموعاتها
الرتبة: السبديات Caprimulgiformes
العائلة: السبدية Caprimulgidae
طيور السبدية، هي طيور ليلية متوسطة الحجم، وعادة ما تعشش على الأرض. لديها أجنحة طويلة، وأرجل قصيرة، ومناقير قصيرة جدًا. معظمها لديه أقدام صغيرة، لا فائدة منها في المشي، وأجنحة طويلة مدببة. ريشها الناعم مموه يشبه اللحاء، أو الأوراق.
| الاسم الشائع        | الاسم الثنائي         | الوضع في البلاد | الوضع العالمي | اتجاه | ملحوظات    | صورة |
| ------------------- | --------------------- | --------------- | ------------- | ----- | ---------- | ---- |
| طائر السبد الأوروبي | كابريمولجوس يوروبايوس | N               | Least concern | ▼     | مهاجر عابر |      |
| طائر السبد المصري   | كابريمولجوس ايجيبتيوس | R               | Least concern | ▼     | مهاجر نادر |      |

## طيور السمامة
الرتبة: السبديات Caprimulgiformes
العائلة: السمامية
طيور السمامة، هي طيور صغيرة تقضي معظم حياتها في الطيران. تمتلك هذه الطيور أرجل قصيرة جدًا، ولا تستقر أبدًا على الأرض، بل تستقر بدلاً من ذلك على الأسطح الرأسية. لدى العديد من الطيور السريعة أجنحة طويلة مائلة للخلف تشبه الهلال.
| الاسم الشائع | الاسم الثنائي     | الوضع في البلاد | الوضع العالمي | اتجاه | ملحوظات            | صورة |
| ------------ | ----------------- | --------------- | ------------- | ----- | ------------------ | ---- |
| سمامة الصرود | تاشيماربتيس ميلبا | R               | Least concern |       | مهاجر نادر         |      |
| سمامة شائعة  | أبوس أبوس         | N               | Least concern |       | زائر شتوي غير عادي |      |
| سمامة باهتة  | أبوس باليدوس      | N               | Least concern |       |                    |      |
| سمامة صغيرة  | أبوس أفينيس       | A               | Least concern | ▲     | طواف متشرد         |      |

## التفلقية، والدجاج، والطيور المائية
الرتبة: كركيات الشكل Gruiformes
العائلة: تفلقية
التفلقية، هي عائلة كبيرة من الطيور الصغيرة والمتوسطة الحجم والتي تشمل طيور التفلقية، والأغرة، والدجاجة. عادة ما تعيش هذه الحيوانات في النباتات الكثيفة في البيئات الرطبة بالقرب من البحيرات أو المستنقعات أو الأنهار. وهي طيور خجولة وكتومة بشكل عام، مما يجعل مراقبتها صعبة. تمتلك معظم الأنواع أرجل قوية، وأصابع طويلة تتكيف بشكل جيد مع الأسطح الناعمة غير المستوية. تميل إلى أن يكون لديها أجنحة قصيرة ومدورة، وهي ضعيفة في عملية الطيران.
| الاسم الشائع               | الاسم الثنائي        | الوضع في البلاد | الوضع العالمي                                   | الاتجاه | ملاحظات             | الصورة |
| -------------------------- | -------------------- | --------------- | ----------------------------------------------- | ------- | ------------------- | ------ |
| مرعة الماء                 | رالوس أكواتيكوس      | R               | Least concern                                   | ▼       | زائر شتوي           |        |
| صفرد (مرعة الغيط)          | كريكس كريكس          | R               | Least concern                                   |         | مهاجر نادر المرور   |        |
| مرعة منقطة                 | بورزانا بورزانا      | N               | Least concern                                   |         | مهاجر عابر غير شائع |        |
| دجاجة الماء خضراء الأقدام  | جالينولا كلوروبس     | N               | Least concern                                   |         | شائع                |        |
| غرة أوراسية                | فوليكا أترا          | N               | أقل قلقًا                                        | ▲       | مقيم وزائر شتوي     |        |
| دجاجة السلطان رمادية الرأس | بورفيرو بوليوسيفالوس | N               | غير معترف به من قبل الاتحاد الدولي لحفظ الطبيعة | ?       | مربي مقيم           |        |
| دجاجة مائية بيضاء الصدر    | أماوروتيس فينيكور    | A               | أقل قلقًا                                        | ?       | طواف متشرد          |        |
| مرعة صغيرة                 | بورزانا بارفا        | N               | Least concern                                   |         | مهاجر غير شائع      |        |
| مرعة بايلون                | زابوميا بوسيلا       | N               | Least concern                                   | ?       | مهاجر غير شائع      |        |

## الكركيات
الرتبة: كركيات الشكلGruiformes
العائلة: كركية Gruidae
الكركيات، هي طيور كبيرة ذات أرجل طويلة ورقبة طويلة. على عكس طيور البلشون التي تشبهها في الشكل، ولكنها غير ذات صلة، تطير الطيور بأعناق ممدودة، وليست مسحوبة إلى الخلف. معظمها يمتلك عروض مغازلة معقدة وصاخبة، أو "راقصة".
| الاسم الشائع | الاسم الثنائي | الوضع في البلاد | الوضع العالمي | اتجاه | ملحوظات    | صورة |
| ------------ | ------------- | --------------- | ------------- | ----- | ---------- | ---- |
| كركي شائع    | غروس غروس     | A               | أقل قلقًا      | ▲     | طواف متشرد |      |
| كركي سنجابي  | غروس فيرجو    | A               | Least concern | ▲     | طواف متشرد |      |

## الطيور الخواضة ذات الركب السميكة
الرتبة: إفجيجيات Charadriiformes
العائلة: كروان الحصىBurhinidae
الطيور الخواضة ذات الركب السميكة، هي مجموعة من الطيور الخواضة الاستوائية من عائلة كروان الحصي. وتتواجد هذه النوعية من الطيور في جميع أنحاء العالم داخل المنطقة الاستوائية، مع تكاثر بعض الأنواع أيضًا في أوروبا، وأستراليا المعتدلة. إنها خواضات متوسطة إلى كبيرة الحجم ذات مناقير قوية سوداء، أو صفراء سوداء، وعيون صفراء كبيرة وريش غامض. على الرغم من تصنيفها ضمن الطيور الخواضة، غير أن معظم الأنواع تفضل الموائل القاحلة أو شبه القاحلة.
| الاسم الشائع | الاسم الثنائي       | الوضع في البلاد | الوضع العالمي | اتجاه | ملحوظات                     | صورة |
| ------------ | ------------------- | --------------- | ------------- | ----- | --------------------------- | ---- |
| كروان صحراوي | بورهينوس أويديكنموس | N               | أقل قلقًا      | ▼     | مهاجر عابر، ومقيم في الشتاء |      |

## طوال الأرجل وطيور العندليب
الرتبة: إفجيجيات Charadriiformes
العائلة: نكاتية Recurvirostridae
النكاتية، هي عائلة من الطيور الخواضة الكبيرة، والتي تشمل طيور العندليب، وطوال الأرجل. طيور العندليب لها أرجل طويلة ومناقير طويلة منحنية للأعلى. تتمتع الطيور طويلة الأرجل بأرجل طويلة للغاية ومناقير طويلة ورفيعة ومستقيمة.
| الاسم الشائع       | الاسم الثنائي        | الوضع في البلاد | الوضع العالمي | اتجاه | ملحوظات        | صورة |
| ------------------ | -------------------- | --------------- | ------------- | ----- | -------------- | ---- |
| أبو المغازل        | هيمانتوبس هيمانتوبس  | N               | Least concern | ▲     | مهاجر ومربي    |      |
| نكات العالم القديم | ريكروفروسترا افوسيتا | N               | Least concern | ؟     | زائر شتوي شائع |      |

## صائد المحار
الرتبة: إفجيجيات Charadriiformes
العائلة: صائد المحار Haematopodidae
طيور صائد المحار، هي طيور كبيرة وصاخبة تشبه الزقزاقاوات، ولها مناقير قوية تستخدمها لتحطيم، أو فتح الرخويات.
| الاسم الشائع         | الاسم الثنائي        | الوضع في البلاد | الوضع العالمي | اتجاه | ملحوظات    | صورة |
| -------------------- | -------------------- | --------------- | ------------- | ----- | ---------- | ---- |
| صائد المحار الأوراسي | هيماتوبوس أوستراليجس | N               | مهددة         | ▼     | مهاجر عابر |      |

## طيور الزقزاق، والطيطاوات
الرتبة: إفجيجيات Charadriiformes
العائلة: زقزاقية Charadriidae
تشمل عائلة الطيور الزقزاقية، طيور الزقزاقاوات، والزقزاق الأوراسي،والطيطاوات. وهي طيور صغيرة إلى متوسطة الحجم ذات أجسام مضغوطة ورقبة قصيرة وسميكة وأجنحة طويلة مدببة عادةً. يمكن العثور عليها في المناطق المفتوحة في جميع أنحاء العالم، وخاصة في الموائل القريبة من المياه.
| الاسم الشائع       | الاسم الثنائي        | الوضع في البلاد | الوضع العالمي             | الاتجاه | ملاحظات                                                              | الصورة |
| ------------------ | -------------------- | --------------- | ------------------------- | ------- | -------------------------------------------------------------------- | ------ |
| رسول الغيث الرمادي | بلوفاليس سكواتالورا  | N               | Least concern             | ▼       | شائع، ويوجد على السواحل والشواطيء                                    |        |
| قطقاط ذهبي أوروبي  | بلوفاليس أبريكاريا   | R               | Least concern             | ▲       | عدد قليل من التسجيلات السنوية                                        |        |
| قطقاط ذهبي هاديء   | بلوفاليس فولفا       | N               | Least concern             | ▼       | مهاجر عابر، وزائر شتوي                                               |        |
| أبو طيط متوج       | فانيليوس فانيليوس    | N               | مهددة                     | ▼       | زائر شتوي                                                            |        |
| قطقاط شوكي الجناح  | فانيليوس سبينوسيوس   | ?               | Least concern             | ▲       | غير مؤكد                                                             |        |
| قطقاط أحمر اللغد   | فانيليوس أندكيوس     | N               | Least concern             | ?       | مهاجر، ومقيم متكاثر                                                  |        |
| قطقاط اجتماعي      | فانيليوس جريجريوس    | R               | مهددة بالإنقراض بشكل كبير | ▼       | يعتبر طوافًا متشردًا، على الرغم من أنه يتردد على بعض المزارع والمحميات |        |
| قطقاط أبيض الذيل   | فانيليوس ليوكوروس    | R               | Least concern             | ?       | زائر شتوي                                                            |        |
| قطقاط الرمل الصغير | شارادريوس مونجولوس   | N               | Least concern             | ?       | شائعة على مدر العام                                                  |        |
| قطقاط الرمل الكبير | شارادريوس ليسشينولتي | N               | Least concern             | ▼       | شائعة على مدار العام                                                 |        |
| زقزاق قزويني       | شارادريوس أسياتيكوس  | N               | Least concern             | ▼       | مهاجر نادر العبور                                                    |        |
| قطقاط اسكندراني    | شارادريوس ألكسندريوس | N               | Least concern             | ▼       | مربي ومقيم                                                           |        |
| رسول الغيث المطوق  | شارادريوس هياتيكيولا | N               | Least concern             | ▼       | شائعة على مدر العام                                                  |        |
| قطقاط مطوق صغير    | شارادريوس دوبيوس     | N               | Least concern             | ?       | متكاثر، يغادر البلاد في الشتاء                                       |        |
| زقزاق أوراسي       | شارادريوس مورينيليوس | N               | Least concern             | ▼       | زائر شتوي نادر وبعيد المنال                                          |        |

## طيور الرمل ومجموعاتها
الرتبة: إفجيجيات Charadriiformes
العائلة: دجاج الأرض Scolopacidae
دجاج الأرض، هي عائلة كبيرة ومتنوعة من الطيور الساحلية الصغيرة والمتوسطة الحجم بما في ذلك طيور الرمل، الكروان، بقويقة، جهلول ، ديوك الغابة، طيور السمان (القنص)، طيور الدرواس والمخطاف (الفلروب). تتغذى أغلب هذه الأنواع على اللافقاريات الصغيرة التي يتم التقاطها من الطين أو التربة. يتيح التنوع في طول الأرجل والمنقار لأنواع متعددة التغذية في نفس الموطن، وخاصة على الساحل، دون منافسة مباشرة على الغذاء.
| الاسم الشائع                 | الاسم الثنائي          | الوضع في البلاد | الوضع العالمي             | الاتجاه | ملاحظات                                                                        | الصورة |
| ---------------------------- | ---------------------- | --------------- | ------------------------- | ------- | ------------------------------------------------------------------------------ | ------ |
| كروان الماء الأوراسي         | نومينيوس أركواتا       | N               | مهددة                     | ▼       | زائر شتوي                                                                      |        |
| كروان الماء صغير             | نومينيوس فايوبس        | N               | Least concern             | ▼       | مهاجر عابر                                                                     |        |
| الكروان الصغير               | نومينيوس مينوتس        | A               | Least concern             |         | متشرد طواف، تسجيل واخد في عام 2007                                             |        |
| كروان الماء نحيل المنقار     | نومينيوس تينويروستريس  | X               | مهددة بالانقراض بشكل كبير | ▼       | تم الحصول على عدد قليل من السجلات لهذا النوع في الآونة الأخيرة، ويخشى أن ينقرض |        |
| بقويقة سلطانية مخططة الذيل   | ليموسا لابونيكا        | N               | مهددة                     | ▼       | مهاجر عابر، وزائر شتوي                                                         |        |
| بقويقة سلطانية سوداء الذيل   | ليموسا ليموسا          | N               | مهددة                     | ▼       | مهاجر عابر، وزائر شتوي                                                         |        |
| قنبرة الماء المتورد          | اريناريا انتربريس      | N               | Least concern             | ▼       | مهاجر عابر، وزائر شتوي                                                         |        |
| دريجة مستدقة المنقار         | كاليدرس تينيوروسترس    | R               | مهددة بالانقراض بشكل خطير | ▼       | مهاجر نادر                                                                     |        |
| دريجة حمراء                  | كاليدرس كانيوتوس       | A               | مهددة                     | ▼       | متشرد طواف- مع 9 تسجيلات                                                       |        |
| نفاش مشاكس                   | كاليدرس بوجناكس        | N               | Least concern             | ▼       | شائع                                                                           |        |
| دريجة عريضة المنقار          | كاليدرس فاليسينيوس     | N               | Least concern             | ▼       | مهاجر عابر                                                                     |        |
| دريجة كروانية                | كاليدرس فيروجينيا      | N               | مهددة                     | ▼       | مهاجر عابر، وزائر في أخر الشتاء                                                |        |
| دريجة تمنكية                 | كالدريس تمينكي         | N               | Least concern             | ?       | مهاجر عابر، وزائر شتوي على السواحل والشواطيء الصخرية                           |        |
| مدروان (دريجة بيضاء)         | كالدريس ألبا           | N               | Least concern             | ?       | مهاجر عابر، وزائر شتوي                                                         |        |
| دريجة ألبية                  | كالدريس ألبينيا        | N               | Least concern             | ▼       | زائر شتوي                                                                      |        |
| دريجة بحرية (دريجة أرجوانية) | كالدريس ماريتيما       | A               | Least concern             | ▼       | متشرد طواف                                                                     |        |
| دريجة صغيرة                  | كالدريس مينوتا         | N               | Least concern             | ▲       | زائر شتوي                                                                      |        |
| دريجة سوداء الظهر            | كالدريس ميلاتونوس      | A               | Least concern             |         | متشرد طوف، تم تسجيله مرة واحدة في عام 2011                                     |        |
| شنقب صغير                    | ليمينوكريبيتيس مينيموس | N               | Least concern             |         | زائر شتوي نادر وبعيد المنال                                                    |        |
| ديك الغاب (دجاجة الأرض)      | سكولوباكس روستيكولا    | A               | Least concern             |         | زائر شتوي نادر                                                                 |        |
| شنقب شائع                    | جاليناجو               | N               | Least concern             | ▼       | مهاجر عابر، وزائر شتوي                                                         |        |
| شنقب كبير                    | جاليناجو ميديا         | R               | مهددة                     | ▼       | مهاجر نادر العبور                                                              |        |
| شنقب رفيع الذيل              | جاليناجو ستينورا       | A               | Least concern             | ?       | متشرد طواف                                                                     |        |
| طيطوي نكات                   | اكسنيوس سينيريوس       | N               | Least concern             | ▼       | مقيم                                                                           |        |
| مخطاف (فلروب) أحمر الرقبة    | فالاروبوس لوباتيوس     | N               | Least concern             | ▼       | مهاجر نادر                                                                     |        |
| مخطاف أحمر                   | فالاروبوس فوليكاريوس   | A               | Least concern             | ▼       | زائر شتوي نادر                                                                 |        |
| طيطوي شائع                   | أكتينوس هيبوليكوس      | N               | Least concern             | ▼       | شائع جدأ في الشتاء وأواخر الصيف                                                |        |
| طيطوي أخضر                   | ترنجا اوتشروبوس        | N               | Least concern             | ▲       | شائعة نسبيًا طوال فصل الشتاء والربيع                                            |        |
| طيطوي أحمر الساق أرقط        | ترنجا اريثروبوس        | N               | Least concern             |         | زائر شتوي نادر ومهاجر عابر                                                     |        |
| طيطوي أخضر الساق             | ترنجا نيبولاريا        | N               | Least concern             |         | زائر شتوي شائع ومهاجر عابر                                                     |        |
| طيطوي المستنقع               | ترنجا ستجناتليس        | N               | Least concern             | ▼       | زائر شتوي، ومهاجر عابر شائع إلى حد ما                                          |        |
| طيطوي الغياط                 | ترنجا جالاريولا        | N               | Least concern             |         | زائر شتوي شائع ومهاجر عابر                                                     |        |
| طيطوي أحمر الساق             | ترنجا توتانوس          | N               | Least concern             | ?       | زائر شتوي شائع ومهاجر عابر                                                     |        |

## زقزاق السلطعون
الرتبة: إفجيجياتCharadriiformes
العائلة: حنكورDromadidae
طائر زقزاق السلطعون، مرتبط بالخواضين. وهو يشبه طائر الزقزاق، ولكنه ذو أرجل رمادية طويلة جدًا، ومنقار أسود قوي وثقيل يشبه طائر النورس. له ريش أبيض وأسود، ورقبة طويلة، وأقدام مكفوفة جزئيًا، ومنقار مصمم لتناول السرطانات.
| الاسم الشائع | الاسم الثنائي  | الوضع في البلاد | الوضع العالمي | اتجاه | ملحوظات     | صورة |
| ------------ | -------------- | --------------- | ------------- | ----- | ----------- | ---- |
| حنكور        | دروماس أرديولا | N               | Least concern |       | مهاجر ومربي |      |

## طيور أبو اليسر
الرتبة: إفجيجيات Charadriiformes
العائلة: سبرياتGlareolidae
السبريات، هي عائلة من الطيور الخواضة تضم طيور أبو اليسر، والتي لها أرجل قصيرة وأجنحة طويلة مدببة وذيول طويلة متشعبة، وcoursers، والتي لها أرجل طويلة وأجنحة قصيرة ومناقير طويلة مدببة تنحني إلى الأسفل.
| الاسم الشائع          | الاسم الثنائي       | الوضع في البلاد | الوضع العالمي | اتجاه | ملحوظات                                      | صورة |
| --------------------- | ------------------- | --------------- | ------------- | ----- | -------------------------------------------- | ---- |
| طائر جليل             | كورسور كورسوريوس    | N               | Least concern | ▼     | مقيم نادر ومهاجر شائع                        |      |
| أبو اليسر مطوق        | جلاريولا براتينكولا | N               | Least concern | ▼     | مهاجر عابر                                   |      |
| أبو اليسر شرقي        | جلاريولا مالديفاروم | A               | Least concern | ▼     | متشرد وطواف، تم تسجيله مرة واحدة في عام 2008 |      |
| أبو اليسر أسود الجناح | جلاريولا نوردماني   | N               | مهددة         | ▼     | مهاجر عابر                                   |      |

## طيور النورس
الرتبة: إفجيجيات Charadriiformes
العائلة: كركرات Stercorariidae
عائلة الكركرات، هي طيور متوسطة إلى كبيرة الحجم بشكل عام، ذات ريش رمادي أو بني، وغالبًا ما تكون بها علامات بيضاء على الأجنحة. تعشش على الأرض في المناطق المعتدلة والقطبية الشمالية، وهي من الطيور المهاجرة لمسافات طويلة.
| الاسم الشائع    | الاسم الثنائي            | الوضع في البلاد | الوضع العالمي | اتجاه | ملحوظات                      | صورة |
| --------------- | ------------------------ | --------------- | ------------- | ----- | ---------------------------- | ---- |
| كركر بوماريني   | ستيركوراريوس بومارينوس   | N               | Least concern |       | زائر صيفي                    |      |
| كركر قطبي       | ستيركوراريوس باراسيتيكوس | N               | Least concern |       | زائر صيفي                    |      |
| كركر طويل الذيل | ستيركوراريوس لونجيكادوس  | A               | Least concern |       | متشرد طواف، تم تسجيله 3 مرات |      |

## النوارس، وخطاف البحر، والكاشطات
الرتبة: إفجيجياتCharadriiformes
العائلة: النورسية Laridae
النورسية، هي فصيلة من الطيور البحرية المتوسطة والكبيرة الحجم، مثل النوارس، والخرشنة (خطاف البحر))، والزمج. عادةً ما يكون لون النوارس رماديًا، أو أبيضًا، وغالبًا ما يكون به علامات سوداء على الرأس أو الأجنحة. ولديها منقار قوي وطويل وأقدام مكففة. الخرشنة هي مجموعة من الطيور البحرية المتوسطة إلى الكبيرة بشكل عام، ذات ريش رمادي أو أبيض، وغالبًا ما تكون ذات علامات سوداء على الرأس. تصطاد معظم طيور الخرشنة الأسماك عن طريق الغوص، لكن بعضها يلتقط الحشرات من سطح المياه العذبة. عادةً ما تكون طيور الخرشنة طيورًا طويلة العمر، ومن المعروف أن العديد من أنواعها تعيش لأكثر من 30 عامًا.
| الاسم الشائع                      | الاسم الثنائي               | الوضع في البلاد | الوضع العالمي | الاتجاه | الملاحظات                                             | الصورة |
| --------------------------------- | --------------------------- | --------------- | ------------- | ------- | ----------------------------------------------------- | ------ |
| نورس أسود الساق                   | ريسا تريدكتيولا             | A               | مُعَرَّض          | ▼       | متشرد طواف                                            |        |
| نورس شوكي الذيل                   | زيما سابيني                 | A               | Least concern |         | متشرد طواف، تم تسجيله في عام 2016                     |        |
| نورس مستدق المنقار                | كرويكوسيفاليوس جيني         | N               | Least concern | ?       | زائر بكثرة في فصل الشتاء                              |        |
| نورس أسود الرأس                   | كرويكوسيفاليوس ريديبوندوس   | N               | Least concern | ?       | زائر شتوي شائع                                        |        |
| نورس بني الرأس                    | كرويكوسيفاليوس برونوسيفاليو | A               | Least concern |         | متشرد وطواف                                           |        |
| نورس صغير                         | هايدروكولوس مينيتوس         | A               | Least concern | ▲       | متشرد وطواف                                           |        |
| نورس فرانكلين                     | ليكوغايوس بيبيكسيان         | A               | Least concern | ▲       | متشرد وطواف                                           |        |
| نورس البحر المتوسط                | لاروس ميلانوسيفاليوس        | A               | Least concern | ▼       | متشرد طواف، يتم تسجيله غالبًا في مواسم الهجرة          |        |
| نورس أبيض العين                   | لاروس ليكوفثاليموس          | A               | Least concern |         | متشرد طواف، تم تسجيله في 2018                         |        |
| نورس أسود الرأس كبير (نورس بالاس) | لاروس اتشثيتيوس             | N               | Least concern | ▲       | الأنواع التي تقضي الشتاء                              |        |
| طائر النورس                       | لاروس كانوس                 | R               | Least concern | ?       | زائر شتوي نادر                                        |        |
| نورس قزويني                       | لاروس كاشينانس              | N               | Least concern | ▲       | الأنواع التي تقضي الشتاء                              |        |
| نورس أرميني                       | لاروس ارمينيكوس             | R               | Least concern | ▲       | زائر نادر أثناء شهور الشتاء                           |        |
| نورس أغبس                         | لاروس فوسكوس                | N               | Least concern | ▲       | الأنواع التي تقضي الشتاء                              |        |
| خرشنة ملجمة                       | أونيكوريون أنثيتيوس         | N               | Least concern | ?       | مربي ومهاجر عابر                                      |        |
| خرشنة صغيرة                       | ستيمولا ألبيفرنوس           | N               | Least concern | ▼       | مهاجر عابر                                            |        |
| خرشنة سوندرزية                    | ستيمولا ساوندرسي            | N               | Least concern | ▼       | مربي ومهاجر                                           |        |
| خرشنة نيلية                       | جيلوشيلودون نيلوتيكا        | N               | Least concern | ▼       | الأنواع التي تقضي فصل الشتاء                          |        |
| خرشنة قزوينية                     | هيدروبروجنا كاسبيا          | N               | Least concern | ▲       | مربي ومقيم                                            |        |
| خطاف أبيض الجناح                  | شاليدونياس نيجر             | A               | Least concern |         | مهاجر عابر                                            |        |
| خطاف أسود                         | شاليدونياس ليوكبتروس        | N               | Least concern | ▼       | متشرد طواف، بتسجيلات متعددة                           |        |
| خرشنة هجينة                       | شاليدونيوس هايبريدا         | N               | Least concern |         | شائع                                                  |        |
| خرشنة مألوفة                      | ستيما هوروندو               | N               | Least concern | ?       | مهاجر عابر غير شائع                                   |        |
| خرشنة قطبية                       | ستيما باراديسيا             | A               | Least concern | ▼       | يتم تسجيل طائر متشرد طواف في خليج الجهراء من حين لآخر |        |
| خرشنة بيضاء الخدود                | ستيما ريبريسا               | N               | Least concern | ▼       | شائع                                                  |        |
| خرشنة خطافية                      | ثالاسيوس بيرجي              | N               | Least concern |         | مهاجر عابر                                            |        |
| خرشنة سندويتشية                   | ثالاسيوس ساندفيسنيوس        | N               | Least concern |         | زائر شتوي                                             |        |
| خرشنة بنغالية (متوجة)             | ثالاسيوس بنجالينيسيس        | N               | Least concern |         | شائع                                                  |        |

## الطيور الاستوائية
الرتبة: طيور إستوائية Phaethontiformes
العائلة: الطيور الإستوائيةPhaethontidae
الطيور الاستوائية، هي طيور بيضاء نحيلة تعيش في المحيطات الاستوائية، ولها ريش ذيل مركزي طويل بشكل استثنائي. رؤوسها وأجنحتها الطويلة تحمل علامات سوداء.
| الاسم الشائع            | الاسم الثنائي   | الوضع في البلاد | الوضع العالمي | اتجاه | ملحوظات                                         | صورة |
| ----------------------- | --------------- | --------------- | ------------- | ----- | ----------------------------------------------- | ---- |
| رئيس البحر أحمر المنقار | فايثون إيثيريوس | A               | Least concern | ▼     | متشرد طواف، شوهد آخر مرة منذ ما يقرب من 50 عامًا |      |

## الغواصات
الرتبة: غواصيات Gaviiformes
العائلة: غواص Gaviidae
الغواصات، المعروفة باسم الغواصين في أوروبا، هي مجموعة من الطيور المائية الموجودة في العديد من أجزاء أمريكا الشمالية وشمال أوروبا. وهي بحجم بطة كبيرة أو أوزة صغيرة، وتشبهها إلى حد ما عند السباحة، غير أنه لا توجد علاقة بينهم على الإطلاق.
| الاسم الشائع | الاسم الثنائي  | الوضع في البلاد | الوضع العالمي | اتجاه | ملحوظات    | صورة |
| ------------ | -------------- | --------------- | ------------- | ----- | ---------- | ---- |
| غواص قطبي    | جافيا أركاتيكا | A               | Least concern | ▼     | متشرد طواف |      |

## طيور القطرس وطيور النوء
الرتبة: نوئيات Procellariiformes
العائلة: طيور نوية Procellariidae
طيور النوء، هي المجموعة الرئيسية من "طيور النوء الحقيقية"، وهي متوسطة الحجم، وتتميز بفتحات أنف متحدة مع حاجز متوسط ورأس أولي خارجي طويل وظيفي.
| الاسم الشائع         | الاسم الثنائي       | الوضع في البلاد | الوضع العالمي | اتجاه | ملحوظات | صورة |
| -------------------- | ------------------- | --------------- | ------------- | ----- | --- | ---- |
| طائر النوء الجوانيني | بولويريا فالاكس     | A               | مهددة         | ▼     | متشرد طواف، تم تسجيله مرة واحدة                                                                               |      |
| جلم ماء فاحم         | أردينا غريسيا       | A               | مهددة         | ▼     | متشرد طواف، تم تسجيله 4 مرات                                                                                  |      |
| جلم الماء قصير الذيل | أردينا تينويروستريس | A               | Least concern | ▼     | متشرد طواف |      |
| جلم ماء إستوائي      | بوفينيوس بايلوني    | A               | Least concern |       | متشرد طواف |      |
| جلم ماء فارسي        | بوفينيوس بيرسيكوس   | A               | Least concern |       | تسجيل واحد لحوالي 25 طائرًا في عام 1957، وقد يكون أكثر وفرة لأن المياه البحرية للبلاد لا يرتادها مراقبو الطيور |      |

## اللقالق
الرتبة: لقلق Ciconiiformes
العائلة: لقلق Ciconiidae
اللقالق، هي طيور كبيرة، طويلة الأرجل، طويلة الرقبة، تخوض الماء ولها مناقير طويلة وقوية. اللقالق صامتة، لكن صوت منقارها هو وسيلة مهمة للتواصل في العش. يمكن أن تكون أعشاشها كبيرة ويمكن إعادة استخدامها لسنوات عديدة. العديد من أنواع اللقالق، من الطيورالمهاجرة.
| الاسم الشائع  | الاسم الثنائي   | الوضع في البلاد | الوضع العالمي | اتجاه | ملحوظات                     | صورة |
| ------------- | --------------- | --------------- | ------------- | ----- | --------------------------- | ---- |
| اللقلق الأبيض | سيكونيا سيكونيا | N               | Least concern | ▲     | المهاجر ذو الممر غير الشائع |      |
| اللقلق الأسود | سيكونيا نيجرا   | A               | Least concern | ؟     | زائر نادر في أواخر الربيع   |      |

## الغاق والطيور الغاقية
الرتبة: أطيشيات Suliformes
العائلة: غاقيات Phalacrocoracidae
الغاقيات، هي عائلة من الطيور البحرية الساحلية، وهي طيور متوسطة إلى كبيرة الحجم، آكلة للأسماك، بما في ذلك طيور الغاق والغراب. يختلف لون الريش، حيث يكون لدى الغالبية منها ريش داكن في الغالب، وبعض الأنواع تكون باللونين الأبيض والأسود، والقليل منها ملونة.
| الاسم الشائع | الاسم الثنائي           | الوضع في البلاد | الوضع العالمي | الاتجاه | ملاحظات           | الصورة |
| ------------ | ----------------------- | --------------- | ------------- | ------- | ----------------- | ------ |
| غاقة كبيرة   | فالاكروكوراس كاربو      | N               | Least concern | ▲       | شائع طوال الشتاء  |        |
| غاق سقطري    | فالاكروكوراس نيجروجولري | E               | مُعَرَّض          | ▼       | متوطنة في المنطقة |        |

## طيور الفرقاطة
الترتيب: أطيشيات Suliformes
العائلة: شانية
طيور الفرقاطة، هي طيور بحرية كبيرة توجد عادة فوق المحيطات الاستوائية. وهي طيور كبيرة الحجم، وتوجد باللونين الأبيض والأسود، أو باللون الأسود بالكامل، بأجنحة طويلة وذيول متشعبة بشكل عميق. الذكور لديها أكياس الحلق القابلة للنفخ الملونة. وهي لا تجيد السباحة، أو المشي، ولا تستطيع الإقلاع من سطح مستو. نظرًا لامتلاكها أكبر نسبة بين طول جناحيها ووزن الجسم بين جميع الطيور، فهي جوية في الأساس، وقادرة على البقاء في الهواء لأكثر من أسبوع.
| الاسم الشائع      | الاسم الثنائي | الوضع في البلاد | الوضع العالمي | اتجاه | ملحوظات                          | صورة |
| ----------------- | ------------- | --------------- | ------------- | ----- | -------------------------------- | ---- |
| طائر فرقاطة أرييل | فركاتا اريل   | A               | Least concern | ▼     | تم تسجيلها مرة واحدة في عام 2008 |      |

## طيور الأخبل، وطيور الأخرق
الرتبة: أطيشيات Suliformes
العائلة: أطيش
تشمل الطيور الصغيرة طيور الأخرق وطيور الأخبل. وتتكون كلتا المجموعتين من طيور بحرية ساحلية، متوسطة إلى كبيرة الحجم تغوص بحثًا عن الأسماك.
| الاسم الشائع | الاسم الثنائي  | الوضع في البلاد | الوضع العالمي | اتجاه | ملحوظات                     | صورة |
| ------------ | -------------- | --------------- | ------------- | ----- | --------------------------- | ---- |
| أطيش مبرقع   | سولا دكتيلاترا | A               | Least concern | ▼     | متشرد طواف، تم تسجيله 2 مرة |      |
| أحمق بني     | سولا لوكوجاستر | A               | Least concern | ▼     | متشرد طواف                  |      |

## طيور الدراتر
الرتبة: أطيشيات Suliformes
العائلة: أنهينجا Anhingidae
غالبًا ما يطلق على طيور الأنهينجا أو الدراتر، اسم "طيور الثعبان"؛ بسبب رقبتها الطويلة الرفيعة، مما يعطيها مظهرًا يشبه الثعبان، عندما تسبح وأجسادها مغمورة تحت الماء. يمتلك الذكور ريشًا أسود وبنيًا غامقًا، وتاجًا منتصبًا على مؤخرة العنق، ومنقارًا أكبر من الأنثى. الريش عند الإناث أفتح بكثير، خاصة على الرقبة والأجزاء السفلية. تمتلك طيور الدراتر أقدامًا مكفوفة بالكامل، وأرجلها قصيرة وموجودة بعيدًا في الجزء الخلفي من الجسم. ريشها منفذ إلى حد ما، مثل ريش الغاق، وتنشر أجنحتها، ليجفوا بعد الغوص.
| الاسم الشائع | الاسم الثنائي | الوضع في البلاد | الوضع العالمي | اتجاه | ملحوظات                                      | صورة |
| ------------ | ------------- | --------------- | ------------- | ----- | -------------------------------------------- | ---- |
| زقة إفريقية  | انهينغا روفا  | A               | Least concern | ▼     | متشرد طواف، تم التسجيل لزوج واحد في عام 2009 |      |

## طيورالبجع
الرتبة: البجعيات
العائلة: البجعيات
البجع، هو طائر مائي كبير، له كيس مميز تحت منقاره. وكما هو الحال مع الأعضاء الآخرين من رتبة البجع، لديها أقدام مكفوفة بأربعة أصابع.
| الاسم الشائع        | الاسم الثنائي             | الوضع في البلاد | الوضع العالمي | اتجاه | ملحوظات                                                        | صورة |
| ------------------- | ------------------------- | --------------- | ------------- | ----- | -------------------------------------------------------------- | ---- |
| البجع الأبيض الكبير | بيليكانيوس الأونوكروتالوس | R               | Least concern | ؟     | نادر الانتشار، تم تسجيله أحيانًا حول خليج الجهراء               |      |
| البجع الدلماسي      | بيليكانيوس كرسبوس         | R               | مهددة         | ▼     | يتجول في البر الرئيسي، على الرغم من أنه يتكاثر في جزيرة بوبيان |      |

## البلشون، والبلشون الأبيض، والبلشون الأبيض
الرتبة: البجعيات
العائلة: بلشونيات
تتكون عائلة طيور البلشونيات من، طيور الواق، والبلشون، والبلشون الأبيض. البلشون والبلشون الأبيض طيور خواضة متوسطة إلى كبيرة الحجم، ذات رقبة وأرجل طويلة. تميل الطيور المروية إلى أن تكون ذات رقبة أقصر وأكثر حذرًا. أعضاء فصيلة طيور البلشونيات تطير وأعناقها منكمشة إلى الأمام، على عكس الطيور الأخرى ذات الرقبة الطويلة مثل: اللقالق، وأبو منجل، وأبو معلقة.
| الاسم الشائع           | الاسم الثنائي         | الوضع في البلاد | الوضع العالمي | الاتجاه | ملاخظات                            | الصورة |
| ---------------------- | --------------------- | --------------- | ------------- | ------- | ---------------------------------- | ------ |
| واق أوراسي             | Botaurus stellaris    | R               | Least concern | ▼       | زائر شتوي نادر                     |        |
| واق صغير               | Ixobrychus minutus    | N               | Least concern | ▼       | مهاجر عابر                         |        |
| بلشون أرمد             | Ardea cinerea         | N               | Least concern | ?       | مقيم ومهاجر                        |        |
| بلشون أرجواني          | Ardea purpurea        | N               | Least concern | ▼       | مقيم ومهاجر                        |        |
| بلشون أبيض كبير        | Egretta alba          | N               | Least concern | ?       | فصل الشتاء                         |        |
| بلشون أبيض صغير(سنقيل) | Egretta garzetta      | N               | Least concern | ▲       | زائر شتوي                          |        |
| بلشون الصخر            | Egretta gularis       | N               | Least concern |         | مقيم غير شائع، زائر شتوي بشكل وفير |        |
| بلشون القطعان          | Bubulcus ibis         | N               | Least concern | ▲       | مهاجر عابر وزائر شتوي              |        |
| بلشون تفلقاني          | Ardeola ralloides     | N               | Least concern | ?       | مهاجر عابر                         |        |
| بلشون البرك الهندي     | Ardeola grayii        | A               | Least concern | ?       | متشرد طواف                         |        |
| بلشون أخضر الظهر       | Butroides striata     | A               | Least concern | ▼       | متشرد طواف                         |        |
| بلشون الليل أسود التاج | Nycticorax nycticorax | N               | Least concern | ▼       | زائر شتوي                          |        |

## طيور أبو منجل وأبو ملعقة
الرتبة: البجعيات
العائلة: أبو منجليات Threskiornithidae
أبو منجليات، هي عائلة من الطيور البرية والخواضة الكبيرة، والتي تشمل طيور أبو منجل، وابو ملعقة. وهي تمتلك أجنحة طويلة وعريضة تحتوي على 11 ريشة أساسية، وحوالي 20 ريشة ثانوية. وهي طيور بارعة وقوية في الطيران، وعلى الرغم من حجمها، ووزنها، فهي قادرة على الطيران.
| الاسم الشائع         | الاسم الثنائي         | الوضع في البلاد | الوضع العالمي | اتجاه | ملحوظات                      | صورة |
| -------------------- | --------------------- | --------------- | ------------- | ----- | ---------------------------- | ---- |
| أبو منجل اللامع      | بلجاديس فالسينيلوس    | N               | Least concern | ▼     | الأنواع التي تقضي الشتاء     |      |
| أبو منجل مقدس إفريقي | ثريسكيورنيس إثيوبيكوس | A               | Least concern |       | متشرد طواف، تم تسجيله 2 مرات |      |
| أبو ملعقة أوراسي     | بلاتاليا ليوكوروديا   | R               | Least concern | ؟     | مهاجر نادر                   |      |

## عقاب السمك
الرتبة: بازيات الشكل Accipitriformes
العائلة: عقاب صائد السمك Pandionidae
تحتوي عائلة عقاب صائد السمك، على نوع واحد فقط،، وهو العقاب النساري. والعقاب السمكي هو طائر جارح متوسط إلى كبير، وهو متخصص في أكل الأسماك ومنتشر عالميًا.
| الاسم الشائع | الاسم الثنائي    | الوضع في البلاد | الوضع العالمي | اتجاه | تكرار | صورة |
| ------------ | ---------------- | --------------- | ------------- | ----- | ----- | ---- |
| عقاب نسارية  | بانديون هالييتوس | N               | Least concern | ▲     | مقيم  |      |

## الصقور والنسور والحدأة
الرتبة: بازيات الشكل Accipitriformes
العائلة: البازية Accipitridae
البازية، هي عائلة من الطيور الجارحة، والتي تشمل طائر الباز، وطائر العقاب، والحدأة، والمرزة، ونسور العالم القديم. وتمتلك هذه الطيور مناقير قوية معقوفة لتمزيق لحم فريستها، وأرجل قوية، ومخالب قوية وبصر حاد.
| الاسم الشائع               | الاسم الثنائي         | الوضغ في البلاد | الوضع العالمي             | الاتجاه | ملاحظات | الصورة |
| -------------------------- | --------------------- | --------------- | ------------------------- | ------- | --- | ------ |
| حدأة سوداء الجناح          | Elanus caeruleus      | R               | Least concern             |         | مشتت نادر |        |
| رخمة (النسر المصري)        | Neophron percnopterus | R               | مهددة بالإنقراض بشكل كبير | ▼       | مهاجر نادر المرور |        |
| حميمق النحل الأوروبي       | Pernis apivorus       | R               | Least concern             |         | مهاجر نادر المرور |        |
| حميمق النحل المتوج         | Pernis ptilorhynchus  | N               | Least concern             | ▼       | زائر شتوي |        |
| نسر أسمر                   | Gyps fulvus           | N               | Least concern             | ▲       | مهاجر شتوي نادر |        |
| نسر أسود أوراسي            | Aegypius monachus     | R               | مهددة                     | ▼       | زائر شتوي نادر |        |
| نسر أذون                   | Torgos tracheliotos   | A               | مهددة بالانقراض بشكل كبير | ▼       | متشرد طواف، تم تسجيلة مرة واحدة في 2008                                                                                |        |
| عقاب صرارة                 | Circaetus gallicus    | N               | Least concern             |         | زائر شتوي، زمهاجر نادر العبور                                                                                          |        |
| عقاب سعفاء كبرى            | Clanga clanga         | N               | مُعَرَّض                      | ▼       | الأنواع التي تقضي الشتاء. تكون البقع البيضاء أكثر وضوحًا في صغار الطيور، على الرغم من أنها تميل إلى التلاشي عند البلوغ. |        |
| عقاب سعفاء صغرى            | Clanga pomarina       | R               | Least concern             |         | مهاجر نادر العبور |        |
| عقاب مسيرة صغرى            | Hieraaetus pennatus   | N               | Least concern             |         | مهاجر نادر |        |
| عقاب ذهبية                 | Aquila chrysaetos     | A               | Least concern             |         | متشرد طواف |        |
| عقاب السهوب                | Aquila nipalensis     | N               | مهددة بالإنقراض بشكل كبير | ▼       | مهاجر عابر |        |
| ملكة العقبان الشرقية       | Aquila heliaca        | R               | مُعَرَّض                      | ▼       | الأنواع النادرة التي تقضي الشتاء                                                                                       |        |
| عقاب بونلي                 | Aquila fasciata       | A               | Least concern             | ▼       | مشتت خريفي نادر |        |
| مرزة المستنقعات الغربية    | Circus aeruginosus    | N               | Least concern             |         | زائر شتوي |        |
| مرزة الدجاج                | Circus cyaneus        | R               | Least concern             | ▼       | زائر شتوي نادر |        |
| مرزة باهتة                 | Circus macrourus      | N               | مهددة                     | ▼       | زائر شتوي |        |
| مرزة مونتاغو               | Circus pygargus       | N               | Least concern             | ▼       | زائر شتوى، ومهاجر نادر المرور                                                                                          |        |
| باشق الشكرا                | Accipiter badius      | N               | Least concern             |         | زائر شتوي غير شائع |        |
| بيدق (طائر)/ الباشق الشامي | Accipiter brevipes    | A               | Least concern             |         | متشرد طواف |        |
| باشق أوراسي                | Accipiter nisus       | R               | Least concern             |         | زائر شتوي نادر |        |
| الصقر الشمالي              | Accipiter gentilis    | A               | Least concern             | ?       | متشرد طواف |        |
| حدأة سوداء                 | Milvus migrans        | N               | Least concern             |         | الأنواع الشائعة جدًا التي تقضي الشتاء                                                                                   |        |
| عقاب البحر بيضاء الذيل     | Haliaeetus albicilla  | A               | Least concern             | ▲       | زائر شتوي نادر |        |
| حميمق معروف                | Buteo buteo           | N               | Least concern             | ▲       | مهاجر عابر شائع |        |
| حميمق طويل الساقين         | Buteo rufinus         | A               | Least concern             |         | زائر شتوي متكرر |        |

## هامة (بومة المخازن)
الرتبة: بوميات Strigiformes
العائلة: طيطونيات Tytonidae
الهامة، هي بومة متوسطة إلى كبيرة الحجم ذات رؤوس كبيرة، ووجوه مميزة على شكل قلب. ولديها أرجل طويلة وقوية، ومخالب قوية.
| الاسم الشائع | الاسم الثنائي | الوضع في البلاد | الوضع العالمي | اتجاه | ملحوظات   | صورة |
| ------------ | ------------- | --------------- | ------------- | ----- | --------- | ---- |
| هامة         | تيتو ألبا     | N               | Least concern |       | مشتت نادر |      |

## البوم
الرتبة: بوميات Strigiformes
العائلة: بوم حقيقي
البوم الحقيقة، أو النموذجية، هي طيور جارحة ليلية منعزلة صغيرة إلى كبيرة الحجم. لديها عيون وآذان كبيرة متجهة للأمام، ومنقار يشبه منقار الصقر، ودائرة واضحة من الريش حول كل عين تسمى القرص الوجهي.
| الاسم الشائع | الاسم الثنائي     | الوضع في البلاد | الوضع العالمي | اتجاه | ملحوظات | صورة |
| ------------ | ----------------- | --------------- | ------------- | ----- | --- | ---- |
| ثبج أوراسي   | أوتوس سكوبس       | N               | Least concern | ▼     | مهاجر ذو ممر غير شائع. يتم التعرف عليه من خلال خصلات أذنه الكبيرة، ونادرًا ما يتم رؤيته أثناء النهار. قد يختلف الريش. |      |
| ثبج مخطط     | أوتوس بروسي       | A               | Least concern |       | متشرد طواف |      |
| بوهة فرعونية | الدبال الأسكلافوس | N               | Least concern |       | مقيم غير عادي |      |
| بومة أم قويق | أثينا نوكتوا      | N               | Least concern |       | مقيم |      |
| بومة أذناء   | اسيو اوتوس        | A               | Least concern | ▼     | متشرد طواف |      |
| بومة صمعاء   | أسيو فلاموس       | R               | Least concern | ▼     | زائر شتوي نادر |      |

## الهدهد
الرتبة: قرنيات المنقارBucerotiformes
العائلة: هدهد Upupidae
يتمتع طائر الهدهد، بألوان الأسود والأبيض والبرتقالي الوردي، مع قمة منتصبة كبيرة على رأسه.
| الاسم الشائع    | الاسم الثنائي | الوضع في البلاد | الوضع العالمي | اتجاه | ملحوظات                  | صورة |
| --------------- | ------------- | --------------- | ------------- | ----- | ------------------------ | ---- |
| الهدهد الأوراسي | أوبوبا إيبوبس | N               | Least concern | ▼     | المهاجر الخريفي والربيعي |      |

## طيور الرفراف
الرتبة: شقراقياتCoraciiformes
العائلة: رفرافيات Alcedinidae
طيور الرفراف، هي طيور متوسطة الحجم ذات رؤوس كبيرة، ومناقير طويلة مدببة، وأرجل وذيول قصيرة.
| الاسم الشائع          | الاسم الثنائي      | الوضع في البلاد | الوضع العالمي | اتجاه | ملحوظات                       | صورة |
| --------------------- | ------------------ | --------------- | ------------- | ----- | ----------------------------- | ---- |
| قرلي مألوف            | ألسيدو أثيس        | N               | Least concern | ؟     | أنواع نادرة من الطيور الشتوية |      |
| طائر قاوند أبيض الصدر | هالسيون سميرنينسيس | N               | Least concern | ▲     | مقيم غير عادي                 |      |
| صياد السمك الأبقع     | سيريلي روديس       | N               | Least concern | ؟     | زائر شتوي غير عادي            |      |

## طيور النحل
الرتبة: شقراقيات Coraciiformes
العائلة: وروارية Meropidae
طيور النحل، هي مجموعة من الطيور القريبة من العصفوريات في عائلة الورواريات. تتواجد معظم الأنواع في أفريقيا، لكن بعضها يتواجد في جنوب أوروبا، ومدغشقر، وأستراليا، وغينيا الجديدة. والطيور تتميز بريش غني بالألوان، وأجسام نحيلة وريش ذيل مركزي ممدود عادةً. جميعها ملونة، ولها مناقير طويلة متجهة للأسفل، وأجنحة مدببة، مما يمنحها مظهرًا يشبه السنونو، عند رؤيتها من بعيد.
| الاسم الشائع    | الاسم الثنائي    | الوضع في البلاد | الوضع العالمي | اتجاه | ملحوظات                 | صورة |
| --------------- | ---------------- | --------------- | ------------- | ----- | ----------------------- | ---- |
| وروار أوروبي    | ميروبس أبياستر   | N               | Least concern |       | المهاجر ذو الممر الشائع |      |
| وروار أخضر عربي | ميروبس سيانوفريز | A               | Least concern | ▲     | متشرد طواف              |      |
| وروار أزرق الخد | ميروبس بيرسيكوس  | N               | Least concern |       | مهاجر الممر الشائع      |      |

## بكرات
الرتبة: شقراقيات Coraciiformes
العائلة: شقراقيةCoraciidae
تشبه طيور البكرة، الغربان في الحجم والبنية، ولكنها ترتبط ارتباطًا وثيقًا بطيور الرفراف، وطيور النحل. وهم يتشاركون في المظهر الملون لتلك المجموعات مع غلبة اللون الأزرق والبني. إصبعي القدم الأماميين الداخليين متصلان، ولكن إصبع القدم الخارجي ليس كذلك.
| الاسم الشائع | الاسم الثنائي       | الوضع في البلاد | الوضع العالمي | اتجاه | ملحوظات    | صورة |
| ------------ | ------------------- | --------------- | ------------- | ----- | ---------- | ---- |
| شقراق أوروبي | كوراسياس جارولوس    | N               | Least concern | ▼     | مهاجر عابر |      |
| شقراق هندي   | كوراسياس بنغالينسيس | N               | Least concern | ▲     | مشتت نادر  |      |

## نقار الخشب
الرتبة: نقتريات الشكل Piciformes
العائلة: نقار الخشب Picidae
نقار الخشب، هو طائر صغير إلى متوسط الحجم ، وله مناقير تشبه الإزميل، وأرجل قصيرة، وذيول صلبة، وألسنة طويلة يستخدمها في اصطياد الحشرات. بعض الأنواع لديها أقدام تحتوي على إصبعين يتجهان للأمام واثنين للخلف، في حين أن العديد من الأنواع لديها ثلاثة أصابع فقط. يتميز العديد من نقار الخشب بعادة النقر بصوت عالٍ على جذوع الأشجار بمناقيرها.
| الاسم الشائع | الاسم الثنائي  | الوضع في البلاد | الوضع العالمي | اتجاه | ملحوظات    | صورة |
| ------------ | -------------- | --------------- | ------------- | ----- | ---------- | ---- |
| لواء أوراسي  | جينكس توركويلا | N               | Least concern |       | مهاجر عابر |      |

## الصقور والكاراكاراس
الرتبة: صقريات الشكل
العائلة: صقريات
الصقور، هي عائلة من الطيور الجارحة النهارية. وهي تختلف عن الباز، والعقاب، والحدأة، في أنها تقتل بمناقيرها بدلاً من مخالبها.
| الاسم الشائع     | الاسم الثنائي     | الوضع في البلاد | الوضع العالمي             | الاتجاه | ملاحظات                                     | الصورة |
| ---------------- | ----------------- | --------------- | ------------------------- | ------- | ------------------------------------------- | ------ |
| عويسق            | Falco naumanni    | N               | Least concern             |         | مهاجر عابر                                  |        |
| عوسق شائع        | Falco tinnuculus  | N               | Least concern             | ▼       | زائر شتوي شائع                              |        |
| صقر أحمر القدمين | Falco vespertinus | A               | مُعَرَّض                      | ▼       | متشرد طواف                                  |        |
| صقر آمور         | Falco amurensis   | A               | Least concern             |         | متشرد طواف                                  |        |
| صقر أسحم         | Falco eleonorae   | A               | Least concern             | ▲       | متشرد طواف، تم تسجيله مرة واحدة في عام 2018 |        |
| صقر أسخم         | Falco concolor    | R               | مُعَرَّض                      | ▼       | زائر صيفي نادر                              |        |
| يؤيؤ             | Falco columbarius | R               | Least concern             | ▼       | زائر شتوي نادر                              |        |
| شويهين أوراسي    | Falco subbuteo    | N               | Least concern             | ▼       | زائر شتوي                                   |        |
| حر (طائر)        | Falco biarmicus   | R               | Least concern             | ▼       | نادر الانتشار في الخريف والربيع             |        |
| صقر الغزال       | Falco cherrug     | R               | مهددة بالانقراض بشكل كبير | ▼       | مهاجر شتوي نادر                             |        |
| شاهين            | Falco peregrinus  | R               | Least concern             | ▲       | مشتت نادر                                   |        |

## ببغاوات العالم القديم
الرتبة: الببغاوات
العائلة: ببغاوات العالم القديم Psittaculidae
السمات المميزة للببغاوات تشمل، المنقار القوي المنحني، والوقفة المستقيمة، والأرجل القوية، والأقدام المخلبية. وتتمتع العديد من الببغاوات بألوان زاهية، وبعضها متعدد الألوان. يتراوح حجمها من 8 سـم (3.1 بوصة) إلى 1 م (3.3 قدم) في الطول. تتواجد ببغاوات العالم القديم في المنطقة الممتدة من أفريقيا شرقًا، إلى جنوب وجنوب شرق آسيا وأوقيانوسيا، إلى أستراليا ونيوزيلندا.
| الاسم الشائع    | الاسم الثنائي       | الوضع في البلاد | الوضع العالمي | اتجاه | ملحوظات | صورة |
| --------------- | ------------------- | --------------- | ------------- | ----- | ------- | ---- |
| درة وردية الطوق | الكسندرينوس كراميري | I               | Least concern | ▲     | قدَّم     |      |

## صفاريات العالم القديم
الرتبة: جواثم
العائلة: طيور الصفاريةOriolidae
صفاريات العالم القديم، هي طيور عصفورية ملونة. وهي لا ترتبط بطيور صفاريات العالم الجديد.
| الاسم الشائع | الاسم الثنائي   | الوضع في البلاد | الوضع العالمي | اتجاه | ملحوظات           | صورة |
| ------------ | --------------- | --------------- | ------------- | ----- | ----------------- | ---- |
| صفير ذهبي    | أوريولس أوريولس | N               | Least concern |       | زائر أواخر الربيع |      |

## طيور الدرونجو
الرتبة: جواثم
العائلة: دكروريات Dicruridae
تكون طيور الدرونجو في الغالب باللون الأسود، أو الرمادي الداكن، وفي بعض الأحيان تكون ذات لون معدني. الطيور لديها ذيول متشعبة طويلة، وبعض الأنواع الآسيوية لديها زخارف ذيل معقدة. كما أن لها أرجل قصيرة وتجلس بشكل مستقيم للغاية عندما تقف، مثل طائر القدح. وهي تصطاد الفريسة أو تأخذها من الأرض.
| الاسم الشائع          | الاسم الثنائي       | الوضع في البلاد | الوضع العالمي | اتجاه | ملحوظات                    | صورة |
| --------------------- | ------------------- | --------------- | ------------- | ----- | -------------------------- | ---- |
| طائر الدرانغو الأسود  | ديكوروس ماكروسيركوس | A               | Least concern | ؟     | تم تسجيل المتشرد مرة واحدة |      |
| طائر الدرانغو الرمادي | ديكوروس ليوكوفايوس  | A               | Least concern | ؟     | تم تسجيل المتشرد ثلاث مرات |      |

## طيور الصرد
الرتبة: جواثم
العائلة: صردية
طيور الصرد، هي طيور عصفورية معروفة بعادتها في اصطياد الطيور الأخرى والحيوانات الصغيرة، ووضع الأجزاء غير المأكولة من أجسادها بالأشواك. منقار طائر الصرد النموذجي يكون معقوفًا، ويشبه منقار الطيور الجارحة.
| الاسم الشائع                  | الاسم الثنائي | الوضع في البلاد | الوضع العالمي   | الاتجاه | ملاحظات                        | الصورة       |
| ----------------------------- | --- | --------------- | --------------- | ------- | ------------------------------ | ------------ |
| صرد أحمر الظهر                | Lanius collurio | N               | Least concern   | ▼       | زائر شتوي ومهاجر عابر نادر     |              |
| صرد أحمر الذيل (صرد تركستاني) | Lanius phoenicuroides | N               | Least concern   |         | مهاجر شتوي شائع                |              |
| صرد محمر الذنب                | Lanius isabellinus | N               | Least concern   |         | مهاجر شتوي شائع                |              |
| صرد بني                       | Lanius cristatus | A               | Least concern   | ▼       | متشرد طواف تم تسجيله مرة واحدة |              |
| صرد خليجي الظهر               | Lanius vitattus | A               | Least concern   |         | متشرد طواف                     |              |
| صرد طويل الذيل                | Lanius schach | A               | Least concern   | ?       | متشرد طواف                     |              |
| صرد رمادي كبير                | Lanius excubitor • Lanius excubitor ssp. aucheri (Arabian grey shrike) • Lanius excubitor ssp. pallidirostris (Steppe grey shrike) | N               | Least concern   | ▼       | الأنواع التي تقضي الشتاء       |              |
| دقناش صردي                    | Lanius minor | N               | Least concern   | ▼       | مهاجر عابر غير شائع            | Lanîûs mînor |
| صرد مقنع                      | Lanius nubicus | N               | Least concern   | ▼       | زائر شتوي، ومهاجر عابر         |              |
| صرد أحمر القنة                | Lanius senator | N               | Near threatened | ▼       | مهاجر عابر                     |              |

## الغربان، والغراب، والعقعق
الرتبة: جواثم
العائلة: الغرابيات
تشمل عائلة الغرابيات، الغربان، والغراب الأسود، والقيق، والزمت ، والعقعق، وعقعق الشجر، وكسارالبندق، والأورق. تتفوق الغرابيات في الحجم على فصيلة العصفوريات، وتُظهر بعض الأنواع الأكبر حجمًا مستويات عالية من الذكاء.
| الاسم الشائع     | الاسم الثنائي    | الوضع في البلاد | الوضع العالمي                                   | اتجاه | ملحوظات                                     | صورة |
| ---------------- | ---------------- | --------------- | ----------------------------------------------- | ----- | ------------------------------------------- | ---- |
| زاغ رمادي العنق  | كورفوس سبليندنز  | I               | Least concern                                   |       | قدَّم                                         |      |
| غداف             | كورفوس فروجيلجوس | A               | Least concern                                   | ▼     | متشرد طواف، لديه 3 تسجيلات                  |      |
| غراب أحيمر العنق | غراب روفيكوليس   | R               | Least concern                                   | ▲     | مشتت نادر                                   |      |
| زاغ مقنع         | كورفوس كورنكس    | A               | غير معترف به من قبل الاتحاد الدولي لحفظ الطبيعة |       | متشرد طواف، تم تسجيله مرة واحدة في عام 2012 |      |
| زاغ زرعي         | كولوس مونيدولا   | A               | Least concern                                   |       | تم تسجيله في عام 2023                       |      |

## العصفور، وطائر القرقف
الرتبة: الجواثم
العائلة: قرقفياتParidae
الطيور من فصيلة القرقفيات، هي في الغالب أنواع طيور الغابات الصغيرة ذات المناقير القصيرة القوية. وهي طيور قابلة للتكيف، حيث تتناول نظامًا غذائيًا مختلطًا يشمل البذور والحشرات.
| الاسم الشائع | الاسم الثنائي   | الوضع في البلاد | الوضع العالمي | اتجاه | ملحوظات                                      | صورة |
| ------------ | --------------- | --------------- | ------------- | ----- | -------------------------------------------- | ---- |
| قرقف حزين    | بويسيل لوغوبريس | A               | Least concern |       | متشرد وطواف، تم تسجيله مرة واحدة في عام 2009 |      |
| قرقف كبير    | باروس ماجور     | A               | Least concern | ▲     | متشرد طواف، تم تسجيله مرة واحدة في عام 2006  |      |

## العصافير البندولية
الرتبة: جواثم
العائلة: رميزية Remizidae
العصافير البندولية، هي مجموعة من الطيور الجواثم الصغيرة ذات الصلة بالعصافير الحقيقية. وهي من آكلات الحشرات.
| الاسم الشائع | الاسم الثنائي   | الوضع في البلاد | الوضع العالمي | اتجاه | ملحوظات            | صورة |
| ------------ | --------------- | --------------- | ------------- | ----- | ------------------ | ---- |
| قرقف البندول | ريميز بندولينوس | N               | Least concern | ▲     | زائر شتوي غير عادي |      |

## القبرات
الرتبة: الجواثم
العائلة: القبرة Alaudidae
القبرات، هي طيور أرضية صغيرة، تشدو أغاني مبالغ فيها في كثير من الأحيان، ورحلات استعراضية. معظم القبرات باهتة المظهر إلى حد ما. طعامهم الحشرات والبذور.
| الاسم الشائع                 | الاسم الثنائي             | الوضع في البلاد | الوضع العالمي                                   | الاتجاه | الملاحظات | الصورة |
| ---------------------------- | ------------------------- | --------------- | ----------------------------------------------- | ------- | --- | ------ |
| قبرة هدهدية                  | Alaemon alaudipes         | N               | Least concern                                   | ▼       | مقيم |        |
| قنبرة بادية مصرية            | Ammomanes cincturus       | N               | Least concern                                   | ▼       | مربي مقيم |        |
| قبرة صحراوية                 | Ammomanes deserti         | N               | Least concern                                   | ▲       | مقيم |        |
| قنبرة سوداء متوجة            | Eremopterix nigriceps     | N               | Least concern                                   | ▲       | مقيم |        |
| قنبرة الصحراء المقرنة        | Eremophila bilopha        | N               | Least concern                                   | ▼       | مشتت غير شائع |        |
| قبرة قصيرة الأصابع           | Calandrella brachydactyla | N               | Least concern                                   | ?       | زائر شتوي |        |
| قنبرة الشرق كبيرة            | Melanocorypha bimaculata  | R               | Least concern                                   |         | زائر شتوي نادر |        |
| علعل                         | Melanocorypha calandra    | A               | Least concern                                   | ▼       | متشرد طواف |        |
| القبرة العربي                | Eremalauda eremodites     | A               | Least concern                                   |         | متشرد طواف |        |
| قبرة تركستانية قصيرة الأصابع | Eremalauda eremodites     | N               | غير معترف به من قبل الاتحاد الدولي لحفظ الطبيعة | ▼       | هذا النوع غير شائع في البلاد، ومن المرجح أن نجده في الصحاري المفتوحة. وهو نوع جديد، وكان يُعتَبر من نفس النوع مع القبرة قصيرة الأصابع حتى عام 2020 |        |
| قنبرة الغياض                 | Lullula arborea           | A               | Least concern                                   | ▲       | متشرد طواف |        |
| قبرة الغيط                   | Alauda arvensis           | R               | Least concern                                   | ▼       | زائر شتوي نادر |        |
| قبرة الحقول الشرقية          | Alauda gulgula            | R               | Least concern                                   | ▼       | زائر شتوي نادر |        |
| قبرة متوجة                   | Galerdia cristata         | N               | Least concern                                   | ▼       | مقيم متكاثر |        |

## ساكنات القريضة (الهازجات)، ومجموعاتها
الرتبة: الجواثم
العائلة: ساكنات القريضة
طيور ساكنات القريضة، هي طيور مغردة، توجد بشكل رئيسي في المناطق الجنوبية الدافئة في العالم القديم. وهي بشكل عام طيور صغيرة جدًا ذات مظهر بني باهت أو رمادي اللون، وتوجد في المناطق المفتوحة مثل الأراضي العشبية أو الشجيرات.
| الاسم الشائع       | الاسم الثنائي        | الوضع في البلاد | الوضع العالمي                                    | اتجاه | تكرار                                                                           | صورة |
| ------------------ | -------------------- | --------------- | ------------------------------------------------ | ----- | ------------------------------------------------------------------------------- | ---- |
| فصية رشيقة         | برينا جراسيليس       | N               | Least concern                                    |       | زائر الشتاء                                                                     |      |
| فصية رقيقة         | برينا ليبيدا         | A               | غير معترف بها من قبل الاتحاد الدولي لحفظ الطبيعة | ؟     | تصنيفها محل نزاع؛ وتعتبرها العديد من السلطات جزءًا من مجموعة أنواع الطائر الرشيق |      |
| هازجة مروحية الذنب | السيستيكولا جونسيديس | A               | Least concern                                    |       | متشرد طواف لديه 5 تسجيلات                                                       |      |

## الطيور الضاحكة ومجموعاتها
الرتبة: الجواثم
العائلة: بهدليات Leiothrichidae
تتنوع أعضاء هذه العائلة، في الحجم واللون، على الرغم من أن أعضاء جنس الطيور الثرثارة، تميل إلى اللون البني أو الرمادي. وتتواجد هذه العائلة في أفريقيا والهند وجنوب شرق آسيا.
| الاسم الشائع   | الاسم الثنائي   | الوضع في البلاد | الوضع العالمي                                   | اتجاه | تكرار      | صورة |
| -------------- | --------------- | --------------- | ----------------------------------------------- | ----- | ---------- | ---- |
| ثرثارة أفغانية | أرجيا هوتوني    | N               | غير معترف به من قبل الاتحاد الدولي لحفظ الطبيعة | ؟     | مقيم نادر  |      |
| ثرثارة عربية   | أرجيا سكواميسبس | A               | Least concern                                   |       | متشرد طواف |      |

## طيور الغاب، ومجموعاتها
الرتبة: الجواثم
العائلة: هازجية Acrocephalidae
عادةً ما تكون أعضاء هذه العائلة كبيرة الحجم بالنسبة لـ "الطيور المغردة". غالبيتها ذات لون بني زيتوني عادي في الأعلى مع الكثير من اللون الأصفر إلى البيج في الأسفل. تتواجد هذه الطيور عادة في الغابات المفتوحة، أو في غابات القصب، أو في الأعشاب الطويلة. وتنتشر هذه العائلة بشكل رئيسي في جنوب وغرب أوراسيا، والمناطق المحيطة بها، وتنتشر أيضًا في المحيط الهادئ، مع وجود بعض الأنواع في أفريقيا.
| الاسم الشائع               | الاسم الثنائي              | الوضع في البلاد | الوضع العالمي             | الاتجاه | ملاحظات                                    | الصورة                                                              |
| -------------------------- | -------------------------- | --------------- | ------------------------- | ------- | ------------------------------------------ | ------------------------------------------------------------------- |
| هازجة منتعلة               | Iduna caligata             | A               | Least concern             | ▲       | متشرد طواف                                 |                                                                     |
| خنشع سايكس                 | Iduna rama                 | A               | Least concern             |         | متشرد طواف                                 |                                                                     |
| خنشع الزيتون               | Iduna pallida              | N               | Least concern             |         | مهاجر نادر المرور                          |                                                                     |
| خنشع الشجر                 | Hippolais languida         | N               | Least concern             |         | زائر شتوي                                  |                                                                     |
| خنشع الزيتون الكبير        | Hippolais olivetorun       | A               | Least concern             |         | مشتت طواف، تم تسجيله مرة واحدة في عام 1972 |                                                                     |
| خنشع الصفصاف               | Hippolais icterina         | N               | Least concern             | ▼       | متشرد طواف                                 |                                                                     |
| هازجة أم شارب              | Acrocephalus melanopogon   | A               | Least concern             |         | متشرد طواف                                 | Moustached Warbler Acrocephalus melanopogon by Dr. Raju Kasambe (2) |
| هازجة السعد (هازجة البردي) | Acrocephalus schoenobaenus | N               | Least concern             |         | مهاجر نادر                                 |                                                                     |
| هازجة حقل الأرز            | Acrocephalus agricola      | A               | Least concern             | ▼       | متشرد طواف                                 |                                                                     |
| هازجة قصب بلايث            | Acrocephalus dumetorum     | A               | Least concern             | ▲       | متشرد طواف، تم تسجيله 3 مرات               |                                                                     |
| هازجة البطائح              | Acrocephalus palustris     | R               | Least concern             |         | مهاجر نادر                                 |                                                                     |
| هازجة الغاب                | Acrocephalus scirpaceus    | N               | Least concern             |         | غير شائع                                   |                                                                     |
| هازجة قصب البصرة           | Eremalauda eremodites      | E               | مهددة بالانقراض بشكل كبير |         | الأنواع المتوطنة متكاثرة                   |                                                                     |
| هازجة الغاب الكبيرة        | Acrocephalus arundinaceus  | N               | Least concern             | ▼       | زائر شتوي غير شائع                         |                                                                     |
| هازجة الغاب الشرقية        | Acrocephalus orientalis    | A               | Least concern             | ▼       | متشرد طواف                                 |                                                                     |
| هازجة الغاب المصرية        | Acrocephalus stentoreus    | N               | Least concern             |         | زائر شتوي                                  |                                                                     |
|                            |                            |                 |                           |         |                                            |                                                                     |

## طيور العشب ومجموعاتها
الرتبة: الجواثم
العائلة: شاديات الأعشاب
شاديات الأعشاب، هي عائلة من الطيور المغردة الصغيرة آكلة الحشرات، والتي توجد بشكل رئيسي في أوراسيا، وأفريقيا، ومنطقة أستراليا. وهي طيور صغيرة الحجم ذات ذيول طويلة ومدببة في العادة، وتميل إلى أن تكون بنية باهتة أو فاتحة في جميع أنحاء الجسم.
| الاسم الشائع | الاسم الثنائي        | الوضع في البلاد | الوضع العالمي | اتجاه | ملحوظات    | صورة |
| ------------ | -------------------- | --------------- | ------------- | ----- | ---------- | ---- |
| هازجة النهر  | لوكستيلا فلوفياتيليس | A               | Least concern | ▼     | متشرد طواف |      |
| هازجة سافي   | لوكستيلا لوسينيوديس  | N               | Least concern |       | زائر شتوي  |      |
| هازجة الجندب | الجراد الخبيث        | N               | Least concern |       | زائر شتوي  |      |

## السنونو
الرتبة: الجواثم
العائلة: سنونو Hirundinidae
تتكيف عائلة السنونو مع التغذية الجوية. وهي تمتلك جسم نحيف انسيابي، وأجنحة طويلة مدببة، ومنقار قصير. تتكيف الأقدام مع الوقوف بدلاً من المشي، وتكون أصابع القدم الأمامية متصلة جزئيًا بالقاعدة.
| الاسم الشائع                 | الاسم الثنائي            | الوضع في البلاد | الوضع العالمي | الاتجاه | ملاحظات                      | الصورة |
| ---------------------------- | ------------------------ | --------------- | ------------- | ------- | ---------------------------- | ------ |
| سنونو الرمل                  | Riparia riparia          | N               | Least concern |         | شائع قي أواخر الصيف والشتاء  |        |
| السنونو بني الحلق            | Riparia paludicola       | A               | Least concern | ▼       | متشرد طواف                   |        |
| السنونو رمادي الحلق          | Riparia chinensis        | A               | Least concern | ▼       | متشرد طواف                   |        |
| سنونو الرمل الشاحب           | Riparia diluta           | A               | Least concern | ?       | متشرد طواف                   |        |
| سنونو الجرف الأوراسي         | Ptyonoprogne rupestris   | R               | Least concern |         | زائر شتوي نادر               |        |
| سنونو شاحب الزور             | Ptyonoprogne fuligula    | A               | Least concern |         | متشرد طواف، تم تسجيله 8 مرات |        |
| خطاف المخازن (سنونو المخازن) | Hirundo rustica          | N               | Least concern | ▼       | متكرر وفير، ومهاجر عابر      |        |
| سنونو أحمر الردف             | Cecropis daurica         | N               | Least concern |         | مهاجر عابر                   |        |
| سنونو مخطط الحلق             | Pterocheliodon fluvicola | A               | Least concern | ▲       | متشرد طواف                   |        |
| سنونو أبيض البطن             | Delichon urbicum         | N               | Least concern | ▼       | غير شائع                     |        |

## البلبل
الرتبة: الجواثم
العائلة: بلبل Pycnonotidae
البلابل، هو طيور مغردة، متوسطة الحجم. بعضها ملون بفتحات، أو خدود، أو حناجر، أو أهداب صفراء أو حمراء أو برتقالية، ولكن معظمها باهتة اللون، مع ريش موحد بني زيتوني إلى أسود.
| الاسم الشائع      | الاسم الثنائي     | الوضع في البلاد | الوضع العالمي | اتجاه | ملحوظات       | صورة |
| ----------------- | ----------------- | --------------- | ------------- | ----- | ------------- | ---- |
| بلبل إفريقي جنوبي | بيكنوتوس كافر     | I               | Least concern | ▲     | المقيم المقدم |      |
| بلبل أبيض الأذن   | بيكنوتوس ليوكوتيس | N               | Least concern | ▼     | شائع          |      |

## الطيور المغردة الورقية
الرتبة: الجواثم
العائلة: دخلة الورق Phylloscopidae
الطيور المغردة، هي عائلة من الطيور الصغيرة آكلة الحشرات، التي توجد في الغالب في أوراسيا، وتمتد إلى والاسيا وأفريقيا. تتنوع أحجام هذه الأنواع، وغالبًا ما تكون ذات ريش أخضر من الأعلى وأصفر من الأسفل، أو أكثر هدوءًا، مع ألوان خضراء رمادية إلى بنية رمادية.
| الاسم الشائع             | الاسم الثنائي             | الوضع في البلاد | الوضع العالمي | الاتجاه | ملاحظات                                     | الصورة |
| ------------------------ | ------------------------- | --------------- | ------------- | ------- | ------------------------------------------- | ------ |
| نقشارة الغاب             | Phylloscopus sibilatrix   | A               | Least concern | ▼       | متشرد طواف                                  |        |
| نقشارة صفراء الحاجب      | Phylloscopus inornatus    | A               | Least concern |         | متشرد طواف                                  |        |
| نقشارة بونلي الشرقية     | Phylloscopus orientalis   | A               | Least concern | ▲       | طواف                                        |        |
| نقشارة هيوم صفراء الحاجب | Phylloscopus humei        | A               | Least concern |         | طواف                                        |        |
| نقشارة رادي              | Phylloscopus schwarzi     | A               | Least concern |         | طواف                                        |        |
| نقشارة الورق             | Phylloscopus neglectus    | A               | Least concern |         | طواف                                        |        |
| نقشارة الجبال            | Phylloscopus sindianus    | A               | Least concern | ▲       | طواف                                        |        |
| نقشارة                   | Phylloscopus trochilus    | N               | Least concern | ▼       | شائع في الربيع والخريف                      |        |
| شفشافة (نقشارة شائعة)    | Phylloscopus collybita    | N               | Least concern | ▲       | مثل طائر الصفصاف، لكنه أكثر شيوعًا في الشتاء |        |
| نقشارة خضراء             | Phylloscopus nitidus      | A               | Least concern |         | طواف                                        |        |
| نقشارة مخضرة             | Phylloscopus trochiloides | A               | Least concern | ▲       | طواف                                        |        |

## الطيور المغردة من نوع الدخاخيل، وببغاوات المنقار، ومجموعاتها
الرتبة: الجواثم
العائلة: دخلية Sylviidae
عائلة الدخلية، هي مجموعة من الطيور العصفورية الصغيرة، آكلة الحشرات. وتوجد هذه الطيور بشكل رئيسي بوصفها أنواع متكاثرة، كما يوحي الاسم الشائع، في أوروبا وآسيا، وبدرجة أقل في أفريقيا. معظمهم لا يتميزون بمظهرهم العام، لكن العديد منهم يمتلك أغاني مميزة.
| الاسم الشائع           | الاسم الثنائي         | الوضع في البلاد | الوضع العالمي | الاتجاه | ملاحظات                            | الصورة |
| ---------------------- | --------------------- | --------------- | ------------- | ------- | ---------------------------------- | ------ |
| أبو قلنسوة             | Sylvia atricapilla    | N               | Least concern | ▲       | مهاجر عابر                         |        |
| قرقفنة (هازج البساتين) | Sylvia borin          | A               | Least concern | ▼       | طواف                               |        |
| دخلة الصحراء           | Curruca nana          | N               | Least concern |         | زائر شتوي شائع                     |        |
| دخلة مخططة             | Curruca nisoria       | N               | Least concern |         | مهاجر عابر غير شائع                |        |
| دخلة ثرثارة            | C. curruca            | N               | Least concern |         | شائع خلال الهجرة الربيعية والشتوية |        |
| المغرد الشرقي          | Curruca crassirostris | N               | Least concern | ▲       | مهاجر نادر                         |        |
| دخيخلة                 | Curruca mystacea      | N               | Least concern |         | مهاجر عابر                         |        |
| دخلة شائعة             | Curruca communis      | N               | Least concern | ▲       | مهاجر شائع                         |        |

## طائر صغير
الرتبة: الجواثم
العائلة: الطيور الصغيرة Regulidae
الطيور الصغيرة، والتي تسمى أيضًا بالطيور ذات الاعراف، هي مجموعة صغيرة من الطيور التي غالبًا ما يتم تضمينها في طيور الغابة في العالم القديم، وغالبًا ما يتم منحها وضعًا عائليًا، لأنها تشبه أيضًا طيور القرقف.
| الاسم الشائع   | الاسم الثنائي   | الوضع في البلاد | الوضع العالمي | اتجاه | ملحوظات                                   | صورة |
| -------------- | --------------- | --------------- | ------------- | ----- | ----------------------------------------- | ---- |
| صعو أصفر العرف | ريجولوس ريجولوس | A               | Least concern | ▼     | تم تسجيل حالة طائر متشرد واحد في عام 2013 |      |

## طيور النمنة
الرتبة: الجواثم
العائلة: نمنمة Troglodytidae
طيور النمنة، هي في الغالب صغيرة وغير واضحة، باستثناء أغانيها الصاخبة. تتمتع هذه الطيور بأجنحة قصيرة ومناقير رفيعة متجهة للأسفل. وفي كثير من الأحيان، تحافظ العديد من الأنواع على ذيولها في وضع مستقيم. وكلها آكلة للحشرات.
| الاسم الشائع        | الاسم الثنائي           | الوضع في البلاد | الوضع العالمي | اتجاه | ملحوظات                | صورة |
| ------------------- | ----------------------- | --------------- | ------------- | ----- | ---------------------- | ---- |
| طائر الصعو الأوراسي | تروجلوديتيس تروجلوديتيس | A               | Least concern | ▲     | تم تسجيل المتشرد مرتين |      |

## الزرزور
الرتبة: الجواثم
العائلة: زرزورياتSturnidae
الزرزور، هو طائر عصفوري صغير إلى متوسط الحجم. طيران هذه النوعية من الطيور، قوي ومباشر، وهي طيوراجتماعية للغاية. بيئتها المفضلة هي المناطق المفتوحة إلى حد ما. تأكل الحشرات والفواكه. الريش عادة ما يكون داكن اللون مع لمعان معدني.
| الاسم الشائع     | الاسم الثنائي          | الوضع في البلاد | الوضع العالمي | اتجاه | ملحوظات                                                 | صورة |
| ---------------- | ---------------------- | --------------- | ------------- | ----- | ------------------------------------------------------- | ---- |
| الزرزور الأوروبي | ستورنوس فولجاريس       | N               | Least concern | ▼     | مهاجر؛ زائر شتوي                                        |      |
| سمرمر            | القس روزيوس            | N               | Least concern | ؟     | مهاجر نادر                                              |      |
| المينة الشائعة   | أكريدوثيرس تريستيس     | I               | Least concern | ▲     | تم تقديمه وتأسيسه؛ وهو شائع للغاية في جميع أنحاء البلاد |      |
| طائر مينة        | أكريدوثيرس جينجينيانوس | I               | Least concern | ▲     | مقيم نادر                                               |      |

## السمنية ومجموعاتها
الرتبة: الجواثم
العائلة: سمنية Turdidae
السمنية، هي مجموعة من الطيور العصفورية، التي توجد بشكل رئيسي في العالم القديم. وهي طيور ممتلئة الجسم، ذات ريش ناعم، صغيرة إلى متوسطة الحجم، آكلة للحشرات أو في بعض الأحيان آكلة للحوم والنباتات، وغالبًا ما تتغذى على الأرض. العديد منها لديه أغاني جذابة.
| الاسم الشائع      | الاسم الثنائي      | الوضع في البلاد | الوضع العالمي | الاتجاه | ملاحظات         | الصورة |
| ----------------- | ------------------ | --------------- | ------------- | ------- | --------------- | ------ |
| سمنة مطربة        | Turdus philomelos  | N               | Least concern | ▲       | خلال فصل الشتاء |        |
| سمنة حمراء الجناح | Turdus iliacus     | N               | مهددة         | ▼       | زائر شتوي نادر  |        |
| شحرور             | Turdus merula      | N               | Least concern | ▲       | زائر شتوي نادر  |        |
| دج الغيط          | Turdus pilaris     | N               | Least concern | ▼       | زائر شتوي نادر  |        |
| دج مطوق           | Turdus torquatus   | A               | Least concern |         | متشرد طواف      |        |
| دج أسود الحنجرة   | Turdus atrogularis | A               | Least concern | ?       | متشرد طواف      |        |
| دج أحمر الحنجرة   | Turdus ruficollis  | A               | Least concern | ?       | طواف            |        |
| دج داكن           | Turdus eunomus     | A               | Least concern | ?       | طواف            |        |
| دج نومان          | Turdus naumanii    | N               | Least concern | ?       | طواف            |        |

## طيور الذباب في العالم القديم
الرتبة: الجواثم
العائلة: خاطفات الذباب Muscicapidae
طيور الذباب في العالم القديم، هي مجموعة كبيرة من الطيور العصفورية الصغيرة، التي تعيش في العالم القديم. وهي في الغالب طيور شجرية صغيرة تتغذى على الحشرات. مظهر هذه الطيور متنوع للغاية، ولكنها في الغالب لها أغاني ضعيفة وأصوات قاسية.
| الاسم الشائع                 | الاسم الثنائي            | الوضع في البلاد | الوضع العالمي | الاتجاه | ملاحظات | الصورة |
| ---------------------------- | ------------------------ | --------------- | --- | ------- | --- | ------ |
| أبو حناء الأحراش الأسود      | Cercotrichas podobe      | R               | Least concern |         | زائر شتوي نادر |        |
| الذبابي (خاطف الذباب المنقط) | Muscicapa striata        | N               | Least concern | ▼       | مهاجر عابر شائع في الربيع والشتاء |        |
| دخلة حمراء                   | Cercotrichas galactotes  | N               | Least concern |         | خلال فصل الشتاء |        |
| أبو الحناء الأوروبي          | Erithacus rubecula       | N               | Least concern | ▲       | مهاجر شتوي |        |
| أبو الحناء أبيض الحنجرة      | Irania gutturalis        | N               | Least concern |         | زائر ربيعي |        |
| عندليب                       | Luscinia luscinia        | R               | Least concern |         | مهاجر نادر |        |
| هزار                         | Luscinia megarhynchos    | N               | Least concern |         | زائر شتوي |        |
| مسهر (هزار أزرق)             | Luscinia svecica         | N               | Least concern |         | شائع في الشتاء |        |
| خاطف الذباب أحمر الحلق       | Ficedula albicilla       | A               | Least concern |         | طواف |        |
| خاطف الذباب أحمر الصدر       | Ficedula parva           | N               | Least concern | ▲       | غير شائع، ويرى غالبًا في الخريف |        |
| خاطف الذباب شبه المطوق       | Ficedula semitorquata    | R               | Least concern | ▼       | مهاجر نادر |        |
| خطاف الذباب مطوق             | Ficedula albicollis      | A               | Least concern | ▲       | طواف |        |
| حميراء صهباء الظهر           | Phoenicurus erythronotus | R               | Least concern |         | مهاجر نادر |        |
| حميراء مألوفة                | Phoenicurus phoenicurus  | N               | Least concern | ▲       | زائر ربيعي |        |
| حميراء دبساء                 | Phoenicurus ochruros     | N               | Least concern | ▲       | مهاجر عابر |        |
| سمنة الصخور زرقاء            | Monticola solitarus      | N               | Least concern |         | مهاجر شائع، وزائر شتوي غير شائع |        |
| سمنة الصخور                  | Monticola saxtalis       | N               | Least concern | ▼       | مهاجر شائع |        |
| قليعي أحمر                   | Saxicola ruberta         | N               | أقل قلقًا | ▼       | مهاجر عابر من حين لآخر |        |
| قليعي أوروبي                 | Saxicola rubicola        | N               | تم الاعتراف بها كنوع فرعي من لطائر شائع من قبل الاتحاد الدولي للحفاظ على الطبيعة (IUCN). وبالتالي، لا توجد حالة لهذا النوع. |         | مهاجر عابر |        |
| قليعي سيبيري                 | Saxicola maurus          | N               | تم الاعتراف بها كنوع فرعي من طائر شائع، من قبل الاتحاد الدولي للحفاظ على الطبيعة (IUCN). وبالتالي، لا توجد حالة لهذا النوع. |         | يتطابق القليعي السيبيري مع القليعي الأوروبي بشكل عملي، وواقعيًا لا يزال محددًا من قبل العديد من هيئات التصنيف، والاختلافات الوحيدة الملحوظة هي لونه الأبيض، وهو الأكثر انتشارًا بالإضافة إلى انخفاض لون أجزاءه السفلية |        |
| شحرور الأدغال المرقط         | Saxicola caprata         | A               | أقل قلقًا |         | طواف |        |
| أبلق شمالي                   | Oenanthe oenanthe        | N               | Least concern | ▼       | مهاجر شائع |        |
| أبلق أشهب                    | Oenanthe isabellina      | N               | Least concern |         | شائع جدًا طوال فصلي الشتاء والربيع |        |
| أبلق مقلنس                   | Oenanthe monacha         | R               | Least concern |         | زائر شتوي نادر |        |
| أبلق صحراوي                  | Oenanthe deserti         | N               | Least concern |         | زائر شتوي |        |
| أبلق أبقع                    | Oenanthe pleschanka      | N               | Least concern |         | زائر شتوي شائع |        |
| أبلق مرقط                    | Oenanthe pleschanka      | N               | Least concern |         | زائر شائع |        |
| أبلق متغير                   | Oenanthe picata          | A               | Least concern |         | طواف |        |
| أبلق هيومي                   | Oenanthe albonigra       | A               | Least concern |         | طواف |        |
| أبلق أبيض الذيل              | Oenanthe albonigra       | A               | Least concern |         | طواف |        |
| أبلق فنشي                    | Oenanthe finschii        | R               | Least concern |         | زائر شتوي نادر |        |
| أبلق حزين                    | Oenanthe lugens          | N               | Least concern |         | زائر شتوي |        |
| أبلق كردي                    | Oenanthe xanthoprymna    | N               | Least concern |         | مهاجر نادر |        |
| أبلق أحمر الذيل              | Oenanthe chrysopygia     | N               | Least concern |         | زائر شتوي شائع |        |

## طيور الخناق
الرتبة: الجواثم
العائلة: خناق رماديHypocoliidae
االخناق، هو طائر صغير من الشرق الأوسط له شكل وريش ناعم مثل الطيور شمعية الجناح. وهي ذات لون رمادي موحد في الغالب، باستثناء أن الذكور لديهم قناع مثلث أسود حول أعينهم.
| الاسم الشائع | الاسم الثنائي        | الوضع في البلاد | الوضع العالمي | اتجاه | ملحوظات            | صورة |
| ------------ | -------------------- | --------------- | ------------- | ----- | ------------------ | ---- |
| خناق رمادي   | هيبوكوليوس أمبيلينوس | N               | Least concern | ؟     | زائر شتوي غير عادي |      |

## طيور الشمس وصائدو العناكب
الرتبة: الجواثم
العائلة: تميريات Nectariniidae
تعد طيور الشمس، وطيور صائد العناكب، من الطيور الجواثم الصغيرة جدًا والتي تتغذى بشكل أساسي على الرحيق، على الرغم من أنها قد تتغذى أيضًا على الحشرات، وخاصةً عند إطعام صغارها. طيرانها سريع ومباشر من خلال أجنحتها القصيرة. معظم الأنواع يمكنها الحصول على الرحيق من خلال التحليق مثل الطائر الطنان، ولكنها عادة ما تجثم على الأرض لتتغذى.
| الاسم الشائع | الاسم الثنائي    | الوضع في البلاد | الوضع العالمي | اتجاه | ملحوظات | صورة |
| ------------ | ---------------- | --------------- | ------------- | ----- | ------- | ---- |
| تمير فلسطين  | سينريس أوسيا     | A               | Least concern |       | طواف    |      |
| تمير آسيوي   | سينريس أسياتيكوس | A               | Least concern |       | طواف    |      |

## النساجون (طيور الحباك) ومجموعاتهم
الرتبة: الجواثم
العائلة: حباك Ploceidae
النساجون، هي طيور عصفورية صغيرة قريبة من العصافير. وهي طيور آكلة للبذور، ولها مناقير مخروطية مستديرة. تتميز ذكور العديد من الأنواع، بألوانها الزاهية، وعادة ما تكون باللون الأحمر أو الأصفر والأسود؛ وتظهر بعض الأنواع اختلافات في اللون فقط في موسم التكاثر.
| الاسم الشائع    | الاسم الثنائي      | الوضع في البلاد | الوضع العالمي | اتجاه | ملحوظات | صورة |
| --------------- | ------------------ | --------------- | ------------- | ----- | ------- | ---- |
| حباك مخطط       | بلوسيوس مانيار     | I               | Least concern |       | قدَّم     |      |
| حباك أسود الصدر | بلوسيوس بنغالينسيس | I               | Least concern |       | قدَّم     |      |

## شمعية المنقار ومجموعاتها
الرتبة: الجواثم
العائلة: شمعية المنقار
العصافير شمعية المنقار، هي طيور عصفورية صغيرة تعيش في المناطق الاستوائية في العالم القديم، وأستراليا. وهي طيور اجتماعية وتأكل البذو، ولها مناقير قصيرة وسميكة ولكنها مدببة. كلها متشابهة في البنية والعادات، ولكن لديها اختلافات واسعة في ألوان الريش وأنماطه.
| الاسم الشائع                     | الاسم الثنائي     | الوضع في البلاد | الوضع العالمي | اتجاه | ملحوظات | صورة |
| -------------------------------- | ----------------- | --------------- | ------------- | ----- | ------- | ---- |
| عصفور هندي أحمر                  | أماندافا أماندافا | I               | Least concern | ؟     | قدَّم     |      |
| طائر مونيا مالاباري (مونيا هندي) | يودويس مالاباريكا | I               | Least concern |       | قدَّم     |      |

## طيور الكناري
الرتبة: الجواثم
العائلة: عصافير الشوك Prunellidae
تنتمي طيور الكناري إلى عائلة الطيور الوحيدة، عصافير الشوك، والتي هي متوطنة تمامًا في المنطقة القطبية الشمالية القديمة. وهي أنواع صغيرة باهتة اللون تشبه العصافير ظاهريًا.
| الاسم الشائع            | الاسم الثنائي       | الوضع في البلاد | الوضع العالمي | اتجاه | ملحوظات                               | صورة |
| ----------------------- | ------------------- | --------------- | ------------- | ----- | ------------------------------------- | ---- |
| عصفور شوك رادي          | برونيلا العينية     | A               | Least concern |       | طواف مع ثلاثة سجلات في عام 2012       |      |
| عصغور الشوك أسود الرقبة | برونيلا أتروجولاريس | A               | Least concern |       | طواف- تم تسجيله مرة واحدة في عام 1995 |      |
| عصفور الشوك             | برونيلا مودولاريس   | A               | Least concern | ▼     | طواف- لديه 4 سجلات                    |      |

- عصفور شوك رادي ، برونيلا العينية (أ)
- عصفور الشوك أسود الرقبة ، Prunella atrogularis (A)
- عصفور الشوك ، برونيلا مودولاريس (أ)

## عصافير العالم القديم
الرتبة: الجواثم
العائلة: عصافير العالم القديم Passeridae
عصافير العالم القديم، هي طيور عصفورية صغيرة. بشكل عام، تميل العصافير إلى أن تكون طيورًا صغيرة ممتلئة الجسم، بنية اللون، أو رمادية اللون، وذيلها قصير ومناقيرها قصيرة وقوية. العصافير تأكل البذور، لكنها تستهلك أيضًا الحشرات الصغيرة.
| الاسم الشائع          | الاسم الثنائي           | الوضع في البلاد | الوضع العالمي | اتجاه | ملحوظات                        | صورة |
| --------------------- | ----------------------- | --------------- | ------------- | ----- | ------------------------------ | ---- |
| عصفور دوري            | باسير دوميستكوس         | N               | Least concern | ▼     | شائع                           |      |
| العصفور الاسباني      | الطائر الهسباني         | N               | Least concern | ▼     | مربي مقيم                      |      |
| عصفور البحر الميت     | ممر موآبيتيكوس          | A               | Least concern | ▼     | طواف- تم تسجيله في بعض الأحيان |      |
| عصفور ذو الحلق الأصفر | جيمنوريس زانثوكوليس     | A               | Least concern | ▼     | طواف                           |      |
| عصفور الصخر الباهت    | كاربيسبيا قصيرة الأصابع | N               | Least concern |       | مهاجر عابر                     |      |

## طيور الذعرة وطيور القبرة
الرتبة: الجواثم
العائلة: تمرة Motacillidae
التمرة، هي عائلة من الطيور العصفورية الصغيرة، ذات الذيل المتوسط إلى الطويل. وهي تشمل طيور الذعرة، والمخالب الطويلة، والطيور القبرة. وهي حيوانات نحيفة، تتغذى على الأرض وتعيش في المناطق المفتوحة.
| الاسم الشائع                    | الاسم الثنائي         | الوضع في البلاد | الوضع العالمي | الاتجاه | ملاحظات                                                                                                   | الصورة |
| ------------------------------- | --------------------- | --------------- | ------------- | ------- | --- | ------ |
| ذعرة الغابات                    | Dendronanthus indicus | A               | أقل قلقًا      |         | زائر شتوي                                                                                                 |        |
| ذعرة رمداء                      | Motacilla cinerea     | N               | أقل قلقًا      |         | زائر شتوي                                                                                                 |        |
| ذعرة الربيع                     | Motacilla flava       | N               | أقل قلقًا      | ▼       | مهاجر شائع                                                                                                |        |
| ذعرة ليمونية                    | Motacilla citreola    | A               | أقل قلقًا      | ▲       | غير شائع                                                                                                  |        |
| ذعرة بيضاء                      | Motacilla alba        | N               | أقل قلقًا      |         | مهاجر شائع جدًا                                                                                            |        |
| جشنة ريتشارد (أبو غصية كبير)    | Anthus richardi       | A               | أقل قلقًا      |         | طواف |        |
| جشنة بلايث                      | Anthus godlewskii     | A               | أقل قلقًا      |         | طواف |        |
| جشنة طويلة المنقار              | Anthus similis        | N               | أقل قلقًا      |         | زائر شتوي                                                                                                 |        |
| جشنة الصحراء                    | Anthus campestris     | N               | أقل قلقًا      |         | زائر شتوي شائع                                                                                            |        |
| جشنة الحقول                     | Anthus pratensis      | N               | مهددة         | ▼       | زائر شتوي غير شائع                                                                                        |        |
| جشنة الشجر                      | Anthus trivialis      | N               | أقل قلقًا      | ▼       | طيور نادرة                                                                                                |        |
| جشنة حمراء الحنجرة              | Anthus cervinus       | N               | أقل قلقًا      |         | زائر شتوي                                                                                                 |        |
| جشنة زيتونية الظهر              | Anthus hodgsonii      | A               | أقل قلقًا      |         | طواف |        |
| جشنة الماء                      | Anthus spinoletta     | N               | أقل قلقًا      |         | هذا الطائر شائع في الشتاء، ومن السهل التعرف عليه، وهو ذو أرجل سوداء، ويرتاد الأراضي الرطبة كما يوحي اسمه. |        |
| جشنة مصفرة البطن (جشنة أمريكية) | Anthus rubescens      | A               | أقل قلقًا      | ▼       | طواف |        |

## الشرشوريات، واليوفونيا، ومجموعاتها
الرتبة: الجواثم
العائلة: شرشوريات Fringillidae
الشرشوريات، هي طيور عصفورية تتغذى على البذور، وهي صغيرة إلى كبيرة إلى حد ما، ولها منقار قوي، مخروطي الشكل عادة، وفي بعض الأنواع كبير جدًا. جميعها لديها اثني عشر ريشة ذيل، وتسع ريشات أساسية. تتمتع هذه الطيور بأسلوب طيران مرتد مع نوبات متناوبة من الرفرفة، والانزلاق على الأجنحة المغلقة، ومعظمها تغني بشكل جيد.
| الاسم الشائع             | الاسم الثنائي            | الوضع في البلاد | الوضع العالمي | الاتجاه | ملاحظات    | الصورة |
| ------------------------ | ------------------------ | --------------- | ------------- | ------- | ---------- | ------ |
| شرشور العصافة المألوف    | Fringilla coelebs        | A               | أقل قلقًا      | ▲       | طواف       |        |
| شرشور جبلي               | Fringilla montifringilla | A               | أقل قلقًا      | ▼       | طواف       |        |
| بلبل زيتوني              | C. coccothraustes        | A               | أقل قلقًا      | ▲       | طواف       |        |
| جزم أحمر                 | Carpodacus erythrinus    | R               | أقل قلقًا      | ▼       | مهاجر نادر |        |
| زمير (طائر)              | Bucanetes githagineus    | N               | أقل قلقًا      |         | مقيم نادر  |        |
| زمير وردي منغولي         | Bucanetes mongolicus     | A               | أقل قلقًا      |         | طواف       |        |
| شرشور صحراوي             | Rhodospiza obsoleta      | A               | أقل قلقًا      |         | طواف       |        |
| خضير أوربي               | Chloris chloris          | A               | أقل قلقًا      |         | طواف       |        |
| تفاحي مألوف (حسون تفاحي) | Linaria cannabina        | A               | أقل قلقًا      |         | طواف       |        |
| سميلى (حسون الشوك)       | Spinus spinus            | A               | أقل قلقًا      | ▼       | طواف       |        |

## عنبريات العالم القديم
الرتبة: الجواثم
العائلة: درسة Emberizidae
طيور الدرسة، هي عائلة كبيرة من الطيور العصفورية. وهي طيور تأكل البذور، ولها مناقير ذات شكل مميز. لدى العديد من أنواع الدرسة أشكال رأس مميزة.
| الاسم الشائع       | الاسم الثنائي          | الوضع في البلاد | الوضع العالمي | الاتجاه | ملاحظات                        | الصورة |
| ------------------ | ---------------------- | --------------- | ------------- | ------- | ------------------------------ | ------ |
| درسة سوداء الرأس   | Emberiza melanocephala | R               | أقل قلقًا      | ?       | مهاجر نادر                     |        |
| درسة القمح         | Emberiza calandra      | N               | أقل قلقًا      | ▼       | زائر شتوي، ومربي غير شائع      |        |
| درسة حمراء الرأس   | Emberiza brunniceps    | A               | أقل قلقًا      |         | طواف                           |        |
| درسة شامية         | Emberiza cineracea     | R               | مهدد          | ▼       | مهاجر نادر                     |        |
| درسة صفراء         | Emberiza citrinella    | A               | أقل قلقًا      | ▼       | طواف- مع (2) سجل               |        |
| درسة رمادية الرقبة | Emberiza buchanani     | A               | أقل قلقًا      |         | طواف                           |        |
| درسة الشعير        | Emberiza hortulana     | N               | أقل قلقًا      | ▼       | الأنواع التي تقضي الشتاء       |        |
| درسة مخططة         | Emberiza caesia        | R               | أقل قلقًا      | ▲       | طواف- لديه (2) سجل في عام 2013 |        |
| درسة الغاب         | Emberiza schoeniclus   | A               | أقل قلقًا      | ▼       | طواف                           |        |
| درسة صغيرة         | Emberiza pusilla       | A               | أقل قلقًا      |         | طواف- لديه 15 سجل              |        |
| درسة صدئية         | Emberiza rustica       | A               | مُعَرَّض          | ▼       | طواف                           |        |